# Sagra dell'uva (Marino)
(Franco Silvestri, 'Na gita a li Castelli (Nannì), 1926.)
La Sagra dell'uva di Marino ('a Sagra per antonomasia in dialetto marinese) è una nota festa tradizionale, che ricorre ogni prima domenica di ottobre a Marino, cittadina in provincia di Roma.
Fu istituita nel 1925 per iniziativa del poeta Leone Ciprelli e da allora è stata puntualmente organizzata ogni anno. L'Opera Nazionale Dopolavoro concesse all'evento il titolo di Sagra, di cui potevano fregiarsi solo pochi altri simili eventi in Italia. Le sue radici tuttavia affondano in accadimenti storici precedenti: in coincidenza con la festa profana si tiene infatti la festa della Madonna del Rosario, celebrata per commemorare la vittoria della Lega Santa contro l'Impero ottomano nella battaglia di Lepanto del 7 ottobre 1571.
Giunta alla centesima edizione nel 2024, la Sagra dell'Uva di Marino è stata definita "l'ultima delle ottobrate romane".

## Storia

### Origini della festa religiosa

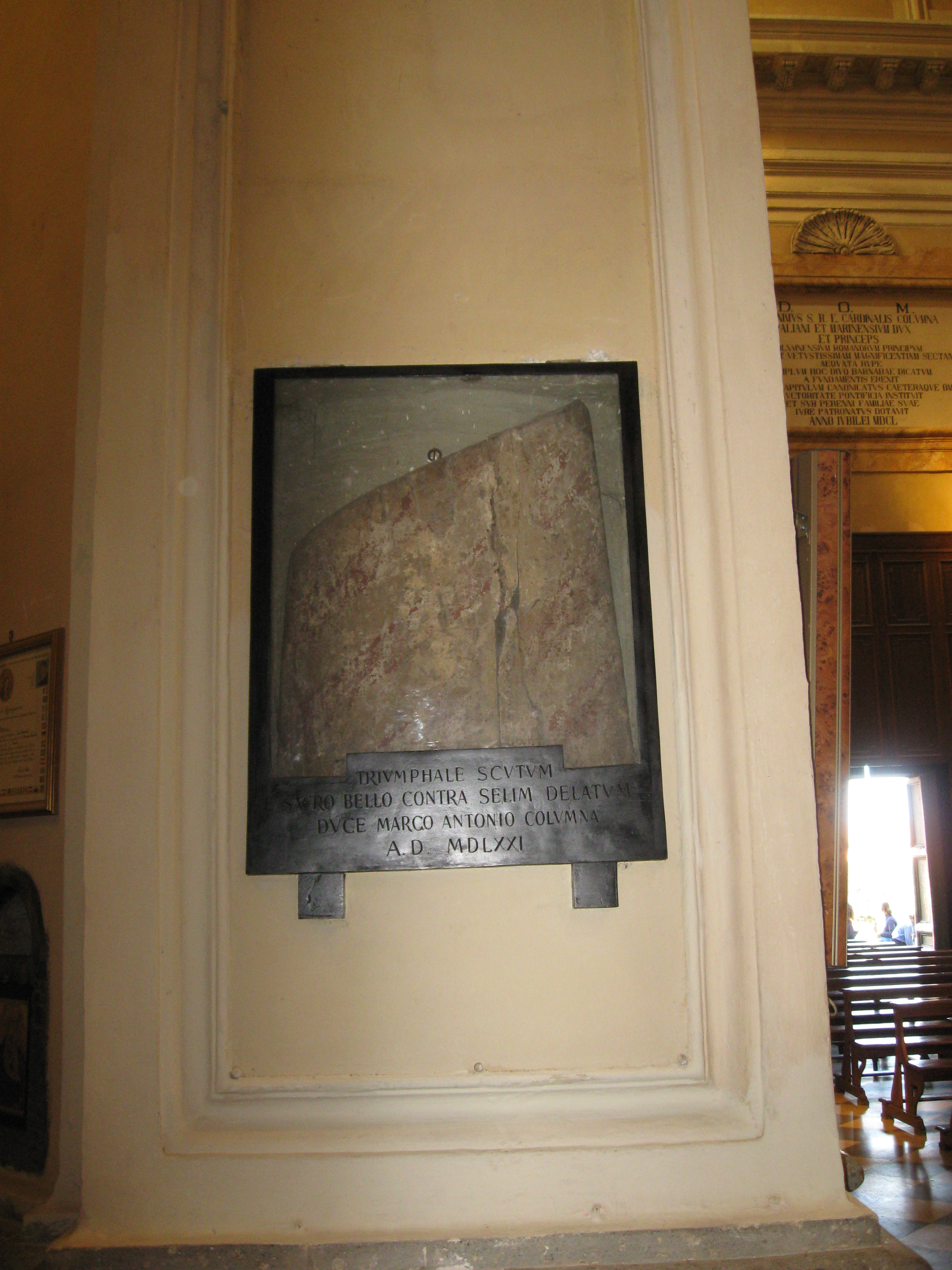
Lo "Scudo di Lepanto", conservato nella basilica di San Barnaba, prima dei restauri del 2020. Ritenuto tradizionalmente uno scudo turco riportato come cimelio della battaglia di Lepanto del 1571, a seguito dei restauri ultimati nel 2020 si è scoperto che lo scudo è in realtà uno scudo pavese di fabbricazione italiana.

Domenica, 7 ottobre 1571, le forze congiunte di alcune nazioni cristiane, Spagna, Stato Pontificio, Repubblica di Genova, Repubblica di Venezia, Ducato di Savoia e dei Cavalieri di Malta sconfissero nella battaglia di Lepanto, nell'Istmo di Corinto in Grecia, le forze navali ottomane comandate dal kapudan pascià Muezzinzade Alì Pascià. I cristiani, riunitisi per l'occasione nella Lega Santa, erano comandati da don Giovanni d'Austria, mentre il contingente pontificio era guidato da Marcantonio Colonna, signore di diversi feudi del Lazio fra cui Marino.
Dopo la vittoria, i comandanti cristiani tornarono nelle proprie nazioni: Marcantonio Colonna sbarcò a Gaeta e si recò immediatamente a Marino, dove a Palazzo Colonna alloggiavano la moglie Felicia Orsini ed i figli. L'ingresso del comandante vittorioso a Marino avvenne il 4 novembre 1571, e la sua permanenza durò fino al 4 dicembre, data dell'ingresso trionfale in Roma che papa Pio V volle concedere all'ammiraglio.
La spedizione, conclusasi con esito vittorioso, era stata posta sotto la protezione della Madonna del Rosario raffigurata nello Stendardo di Lepanto, ora conservato nella Cattedrale di Gaeta dove venne depositato proprio da Marcantonio Colonna al momento del suo sbarco. Pertanto papa Pio V proclamò la Madonna del Rosario protettrice dello Stato Pontificio e ordinò che in tutte le località sottoposte al suo dominio temporale si festeggiasse, il prima domenica dell'Ottobre di ogni anno (poi, su papa Pio X, fissato al 7 ottobre in una politica generale di rendere, di nuovo, possibile la celebrazione liturgica delle domeniche), la solennità della Madonna del Rosario. Ovviamente, anche a Marino subentrò questa pratica, sicuramente incentivata dai Colonna. Marcantonio inoltre depositò nel feudo diversi cimeli di guerra sottratti agli Ottomani, depositati in seguito nella Basilica di San Barnaba: si tramanda che essi furono sottratti durante le vicende belliche del 1798-1799, e fino al 2020 si riteneva fosse rimasto soltanto uno scudo turco, conservato in una teca nella basilica. I restauri eseguiti sul reperto, presentati al pubblico nel giugno 2020, hanno rivelato che in realtà si tratta di uno scudo pavese di fabbricazione italiana, che comunque potrebbe essere stato utilizzato nella battaglia di Lepanto e deposto davanti all'altare della Vergine del Rosario a titolo di ex voto.
La Sagra dell'Uva fu istituita nel 1925, con la data fissata alla prima domenica d'ottobre. Se questa non cade proprio il giorno 7, solennità della Madonna del Rosario, la celebrazione della Madonna del Rosario è comunque una "celebrazione esteriore", possibile secondo il diritto canonico.

### Origini della festa profana
Il vino DOC di Marino è un vino bianco dal colore che può variare fra la tonalità giallo paglierino al paglierino scarico. L'odore è vinoso e delicato, mentre il sapore è secco o abboccato o amabile o dolce, caratteristico, fruttato. Il titolo alcolmetrico del vino si aggira sugli 11°, mentre il titolo alcolmetrico dell'uva e di 10.5°. La resa uva/ettaro è di 165 quintali ad ettaro: nell'annata 1990/1991 si sono prodotti 88.530 litri di questo vino, mentre nel 1995/1996 la quantità si è dimezzata a 48.262: questo è dovuto alle difficoltà delle piccole aziende di far fronte alla concorrenza delle concorrenti più grandi e alla decrescita del settore primario comune un po' a tutta Italia. Il Marino, che ha ottenuto la qualifica di vino a Denominazione di Origine Controllata con decreto legge del 6 agosto 1970, è ottenuto dalla Malvasia del Lazio, dalla Malvasia di Candia, e da altri vitigni, come Trebbiano e Bombino. Alcune tipologie caratteristiche sono il Marino superiore e il Marino spumante.
La produzione vitivinicola nel territorio di Marino affonda le sue radici già in età romana: gli antichi autori infatti conoscevano e apprezzavano buona parte del vino bianco prodotto nell'area dei Colli Albani col nome di Albanum, dal nome dell'antica città di Alba Longa, leggendaria città-madre di Roma che sarebbe sorta appunto in prossimità del lago Albano. Durante il Medioevo e poi nell'età moderna la viticoltura rappresentò la principale fonte di occupazione a Marino e nel suo territorio, così come anche in tutti i comuni vicini.
Nel 1536 l'imperatore Carlo V d'Asburgo, in visita a Roma, durante un banchetto ebbe occasione di bere il vino di Marino, e a quanto dicono le cronache espresse apprezzamento al riguardo.
I marinesi erano molto legati alla viticoltura, tanto che in varie occasioni si rivolsero alla protezione della Madonna del Popolo, una miracolosa effigie duecentesca conservata nella Basilica di San Barnaba, perché scampasse le campagne da grandinate o piogge inopportune. Addirittura nel 1611 la Comunità in un'assemblea straordinaria il giorno 2 febbraio scelse di adottare come santo patrono "appresso Sua Divina Maestà" San Barnaba, perché proteggesse il feudo da alcune continue grandinate che si erano verificate nei tre anni precedenti.
All'inizio del XX secolo nacque l'idea di creare una festività per sponsorizzare il prodotto delle vigne marinesi ed attirare in città visitatori provenienti da Roma: le comunicazioni erano state notevolmente facilitate grazie al completamento della ferrovia Roma-Albano nel 1889; il completamento progressivo delle Tramvie dei Castelli Romani, che collegavano capillarmente quasi tutte le località castellane con la Capitale, non poté che giovare al tipico turismo fuori porta dei romani.
In seguito ad una grave crisi della produzione, causata da una serie di calamità naturali, l'Amministrazione comunale pensò nel 1904 di attirare l'attenzione sul vino locale con un grande evento: le Feste Castromenie. I festeggiamenti si svolsero tra l'11 settembre e il 10 ottobre 1904; non risulta che furono riproposti negli anni seguenti, finché il poeta romanesco di origini marinesi Leone Ciprelli non ideò la Sagra dell'Uva, nel 1925.

### Gli anni Venti
(Il Messaggero, sabato 3 ottobre 1925.)
Il Comitato dei Festeggiamenti incaricato dell'organizzazione della prima Sagra era presieduto da Luigi Capri Cruciani, il quale offrì anche buona parte del vino distribuito dalle fontane alle ore 19 di domenica 4 ottobre 1925. Fra gli eventi della prima edizione, una corsa di cavalli organizzata lungo via Castrimeniense, un monumentale sistema di illuminazione a luci colorate e l'elezione del Grande Magistrato dell'Uva, che aveva l'incarico di scegliere il miglior grappolo. Alle ore 18 sfilarono i carri allegorici a tema.
Durante la seconda edizione, domenica 3 ottobre 1926, fu eletta per la prima volta la reginetta della vendemmia, in piazza San Barnaba, secondo modalità non dissimili da un moderno concorso di bellezza; alla sfilata dei carri allegorici partecipò l'attore Bruto Castellani. Si tenne inoltre il I Concorso Poetico Musicale, con la giuria presieduta dal poeta romanesco Trilussa. L'edizione del 1926 cadde in contemporanea con i festeggiamenti del VII centenario della morte di San Francesco d'Assisi che si tenevano nella vicina Albano Laziale: né le autorità di Albano né quelle di Marino acconsentirono a spostare le rispettive manifestazioni.
La terza edizione, domenica 2 ottobre 1927, fu accompagnata da un tempo sfavorevole: tuttavia il presidente del Comitato dei Festeggiamenti, Barnaba Ingami, comunicò alla stampa che "le fontane di Marino pur sott'acqua gettan vino". Visto che il sindaco di Londra, sir Rowland Blades, era in visita a Roma, i marinesi lo invitarono a vedere la Sagra, dichiarandosi disposti a replicare il "miracolo delle fontane" il martedì successivo. Tuttavia sir Rowland non si recò a Marino.
In occasione della quarta edizione, domenica 7 ottobre 1928, l'abate parroco monsignor Guglielmo Grassi decise di portare nella processione religiosa per la prima volta anche lo scudo turco conservato nella Basilica di San Barnaba, bottino della battaglia di Lepanto. Alla stessa edizione della Sagra risale un dissidio tra il podestà Ugo Gatti e l'abate parroco: il podestà pretendeva che si ripetesse una seconda volta la scena della supplica alla Madonna di Pompei per farla riprendere alla troupe ritardataria dell'Istituto Luce: monsignor Grassi rifiutò.
Nella quinta edizione si tenne per la prima volta il corteo storico in costume, su iniziativa di Leone Ciprelli. Sul giornale La Tribuna, un articolo anonimo polemizzava per la prima volta sui danni che potevano verificarsi alla seicentesca fontana dei Quattro Mori, annualmente soffocata da installazioni in cartongesso.
Lo studioso Ugo Onorati ha dimostrato che in questi anni, grossomodo tra il 1926 ed il 1936, la Sagra marinese fu il secondo cuore della canzone romanesca dopo la grande manifestazione di San Giovanni. Grazie alla promozione di Leone Ciprelli i concorsi poetico-musicali organizzati a Marino nei giorni della Sagra attirarono l'attenzione dei più grandi esponenti della poesia e della canzone dialettale, da Trilussa e Petrolini a Romolo Balzani e Giuseppe Micheli.

### Gli anni Trenta
(Il Popolo di Roma, 23 settembre 1930.)

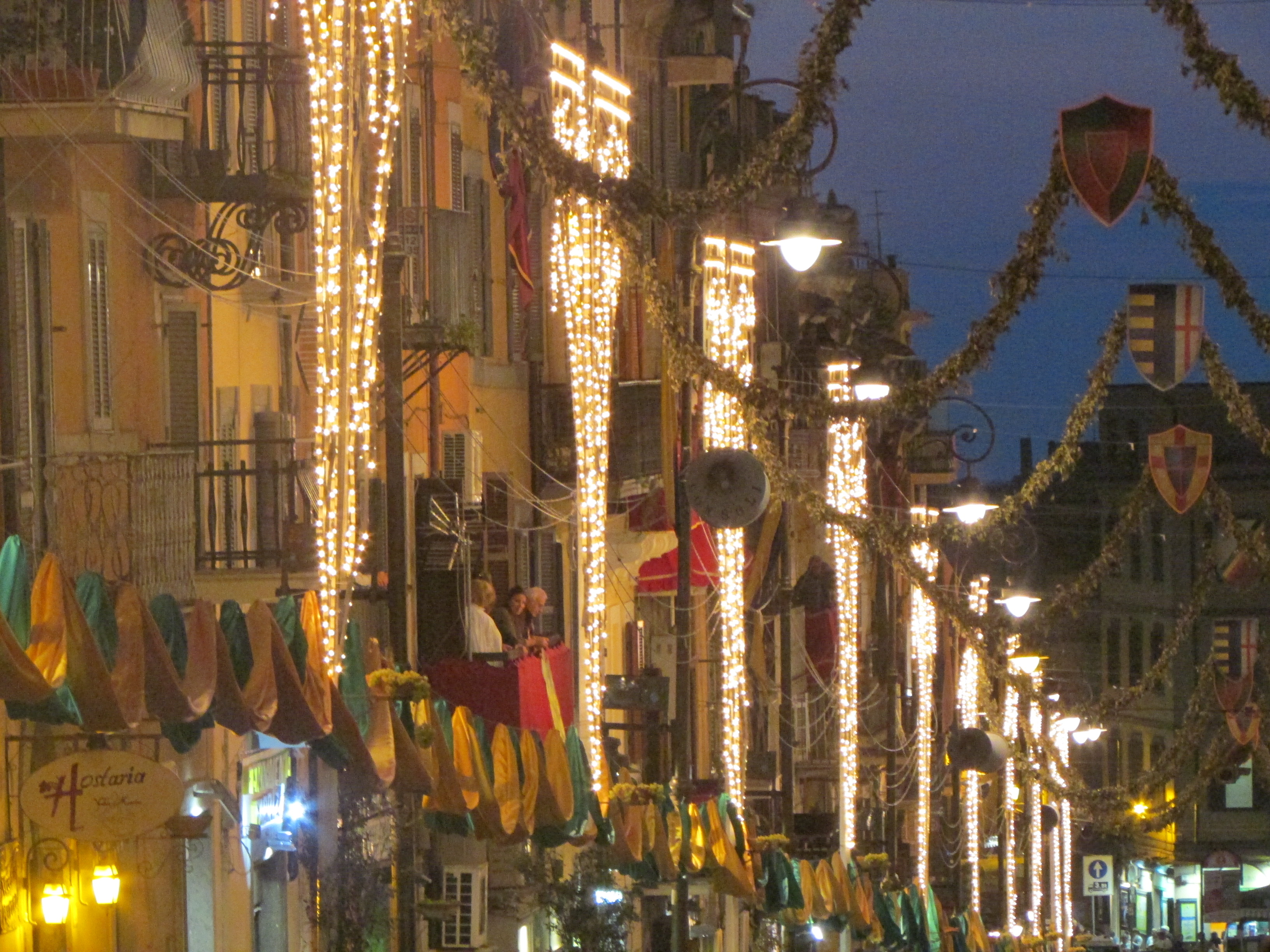
Particolare dell'illuminazione notturna di corso Trieste per l'edizione 2014.

Il 28 settembre 1930, per ordine del governo fascista centrale, in tutti i comuni d'Italia si celebrò una Festa dell'Uva. A Marino, questa ricorrenza fu solo l'anteprima della tradizionale Sagra che si tenne domenica 5 ottobre. Per l'occasione, venne aperta nei locali al piano terra di Palazzo Colonna la prima Bottega del Vino in Italia.
Per la Sagra del 1931 Il Piccolo calcolò un'affluenza di quasi 50.000 persone. In occasione invece della Sagra del 1932 venne nuovamente portato in processione lo scudo turco conservato nella Basilica di San Barnaba. In occasione della nona edizione della Sagra, domenica 1º ottobre 1933, le Ferrovie dello Stato e le Tranvie dei Castelli Romani concessero l'applicazione della tariffa popolare ridotta per le tratte tra Roma e Marino.
Domenica 6 ottobre 1934, per l'undicesima edizione della Sagra, l'EIAR, ente radiofonico di Stato, dichiarava di aver installato alcuni microfoni a Marino per la trasmissione delle varie fasi della festa. Nel 1936, a causa della guerra d'Etiopia, i festeggiamenti della Sagra si svolsero sotto tono e furono ignorati dalla stampa nazionale. In compenso, le Sagre degli anni successivi divennero una specie di vetrina per l'autarchia imposta dal regime fascista. Nel 1940, per la sedicesima edizione della Sagra, l'ultima celebrata in grande stile sotto il regime fascista, vennero versati quasi 2000 litri di vino dalle fontane.

### Gli anni Quaranta
(Leone Ciprelli, autunno 1945.)

Un'immagine simbolo dei bombardamenti di Marino del 1944: la torre dell'antica rocca Frangipane in piazza Matteotti messa a nudo dalle bombe.

Negli anni difficili della guerra i festeggiamenti per la Sagra furono estremamente limitati a causa della seconda guerra mondiale. Marino fu colpita più volte dai bombardamenti aerei e dai cannoneggiamenti, a partire dal devastante bombardamento del 2 febbraio 1944. Palazzo Colonna e la fontana dei Quattro Mori furono completamente distrutti dalle bombe, e la basilica di San Barnaba fu gravemente danneggiata. Oltre duecento civili persero la vita nei bombardamenti angloamericani.
La prima Sagra del secondo dopoguerra, la ventunesima edizione, si tenne domenica 7 ottobre 1945, ancora una volta sotto la supervisione di Leone Ciprelli, tra le macerie della guerra. Molti marinesi volevano far cessare questa tradizione, vista come una rimanenza del cessato regime fascista, ma il Ciprelli riuscì a convincere tutti della bontà della Sagra, che apparteneva a nessun altro se non ai marinesi.
Per la ventunesima Sagra, nel 1946, il sindaco pro tempore Zaccaria Negroni, Leone Ciprelli e i 49 membri del Comitato dei Festeggiamenti ripresero a costruire le strutture di cartongesso attorno alla fontane da cui doveva sgorgare il vino. Domenica 5 ottobre 1947, per la ventiduesima edizione, fu anche riportato in precessione lo scudo turco.
Nel 1945 era stata fondata la Cantina Sociale Gotto d'Oro, che all'epoca aveva la denominazione di "Goccia d'Oro", cambiata in seguito per analogia con una cantina pugliese: dalla Sagra del 1948 la nuova istituzione iniziò a collaborare attivamente nell'organizzazione dell'evento, distribuendo vino dalla fontana dei Quattro Mori semi-distrutta. In occasione della Sagra del 1949 fecero la loro prima apparizione le scenografiche luminarie ad archi dislocate lungo Corso Trieste.

### Gli anni Cinquanta
Durante la ventinovesima Sagra dell'Uva, domenica 4 ottobre 1953, il Comitato dei Festeggiamenti, le autorità e alcuni giornalisti organizzarono una commemorazione in memoria di Leone Ciprelli, deceduto il 30 gennaio dello stesso anno. Presenti tra gli altri il senatore Zaccaria Negroni e l'abate parroco Giovanni Lovrovich.
Per l'organizzazione della trentunesima edizione, domenica 2 ottobre 1955, si costituì la Pro Loco di Marino, con lo scopo di curare anno per anno con continuità l'organizzazione dell'evento. Per la Sagra del 1956 così vennero stilati i registri delle spese: sono entrate £ 4.221.153 ed uscite £ 4.187.172. Iniziarono inoltre la loro attività numerose associazioni e bande folcloristiche come la Volemose Bene, ancora attiva, o la storica Marino Brinda.
Per la trentatreesima Sagra del 1957, il senatore Zaccaria Negroni propose al commissario prefettizio Nicola Marini d'Armenia di riaprire la Bottega del Vino, di fascista apertura, per darla in gestione alla Pro Loco. Dopo la Sagra del 1959 invece una delegazione di marinesi si recò da papa Giovanni XXIII per offrire un simbolico dono di uva e vino: il papa ricambiò la visita a Marino nell'agosto 1962.

### Gli anni Sessanta

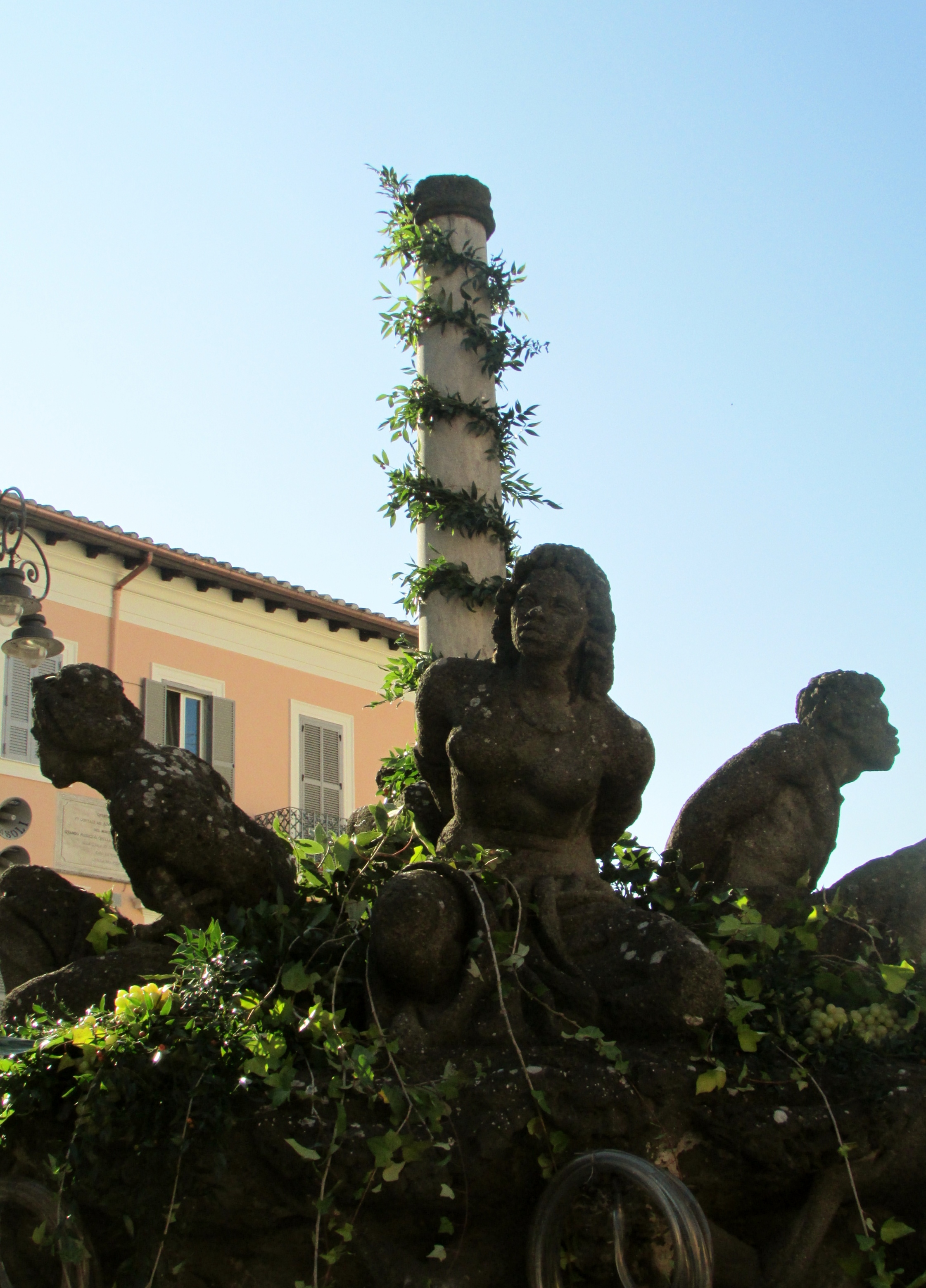
La fontana dei Quattro Mori decorata per l'edizione 2014.

In occasione della trentaseiesima edizione, domenica 2 ottobre 1960, l'aria era ancora permeata dagli strascichi della XVII Olimpiade tenutasi a Roma: numerosi sportivi e visitatori stranieri colsero l'occasione per venire a Marino in vista dei festeggiamenti. Tra le presenze illustri registrate a Marino in quell'edizione, quella dell'attore statunitense Charlton Heston, assediato dalla folla e costretto alla fuga.
Per la trentasettesima edizione del 1º ottobre 1961, il sindaco Giulio Santarelli invitò come ospiti d'onore l'attrice Sophia Loren con il marito Carlo Ponti: la coppia possedeva infatti una storica villa lungo la via dei Laghi, in territorio marinese. Madrina d'onore dell'evento fu Virna Lisi. Lunedì 2 ottobre 1961 in piazza San Barnaba si svolse un concerto con la partecipazione di Carla Boni, Gino Latilla, Little Tony, Jenny Luna, Alighiero Noschese, Nunzio Gallo e Wolmer Beltrami.
L'anno successivo, 1962, fu organizzato uno spettacolo d'arte varia con la partecipazione di Domenico Modugno ed Edoardo Vianello. Inoltre si svolsero il III Concorso Ippico Regionale e la XIX Mostra dei vini e dell'uva. Nell'ambito degli eventi della trentanovesima edizione dell'evento, nel 1963, la salma di Leone Ciprelli fu traslata da Roma presso il cimitero comunale di Marino.
Durante la quarantunesima edizione, domenica 3 ottobre 1965, Marino fu partenza e arrivo del Giro del Lazio, competizione ciclistica della lunghezza di 250 km. Nel 1967, giunti alla quarantatreesima edizione, la fontana dei Quattro Mori era stata spostata dalla collocazione originaria in piazza Lepanto e sistemata nella sua attuale collocazione di piazza Matteotti: inoltre nella stessa edizione fu ripresa l'usanza di addobbare a festa i balconi di Corso Trieste.
Nel 1969, in occasione della quarantacinquesima edizione della Sagra, il gruppo Storia ed Arte riprese ad organizzare il corteo storico in costume che era stato un po' dimenticato nel corso degli anni.

### Gli anni Settanta
Per la Sagra dell'Uva di domenica 4 ottobre 1970, quarantaseiesima edizione, si svolse il concerto serale del Banco del Mutuo Soccorso, gruppo progressive rock fondato dal marinese Vittorio Nocenzi. La quarantasettesima edizione della Sagra dell'Uva fu caratterizzata da un ingorgo di traffico. Le principali cronache locali riferiscono dell'imponente traffico da e per Roma che paralizzò tre strade consolari. Momento Sera del 4 ottobre 1971 dichiarò addirittura: "l'ottobrata dei romani ha fatto impallidire la buonanima di Napoleone che dopo la Beresina cercava di raggiungere Parigi".
Il concerto dell'edizione 1973 vide come protagonisti i Ricchi e Poveri e Pippo Baudo, e la sfilata del corteo storico si svolse eccezionalmente anche nelle frazioni di Frattocchie e Santa Maria delle Mole, in costante crescita urbanistica. Il cinquantenario della Sagra, domenica 6 ottobre 1974, passò quasi inosservato a causa della crisi in cui Marino era caduta dopo la separazione della frazione di Ciampino, divenuta comune autonomo nel mese di luglio: l'organizzazione dell'evento era tornata alla Pro Loco. I carri allegorici sfilarono anche per le strade delle frazioni.
Nelle edizioni degli anni Settanta si svolsero numerose rappresentazioni teatrali in dialetto o di autori locali, segno della vitalità del teatro marinese. Per la cinquantaquattresima edizione del 1978, la spesa globale per l'organizzazione fu pari a £ 17.150.000. Domenica 7 ottobre 1979, in occasione della cinquantacinquesima edizione si svolse la II Mostra Biennale dell'Artigianato di Marino all'interno del parco pubblico di Villa Desideri. Il Comitato dei Festeggiamenti dichiarò che erano stati ordinati 100 quintali di uva e 3500 bottiglie di vino.

### Gli anni Ottanta

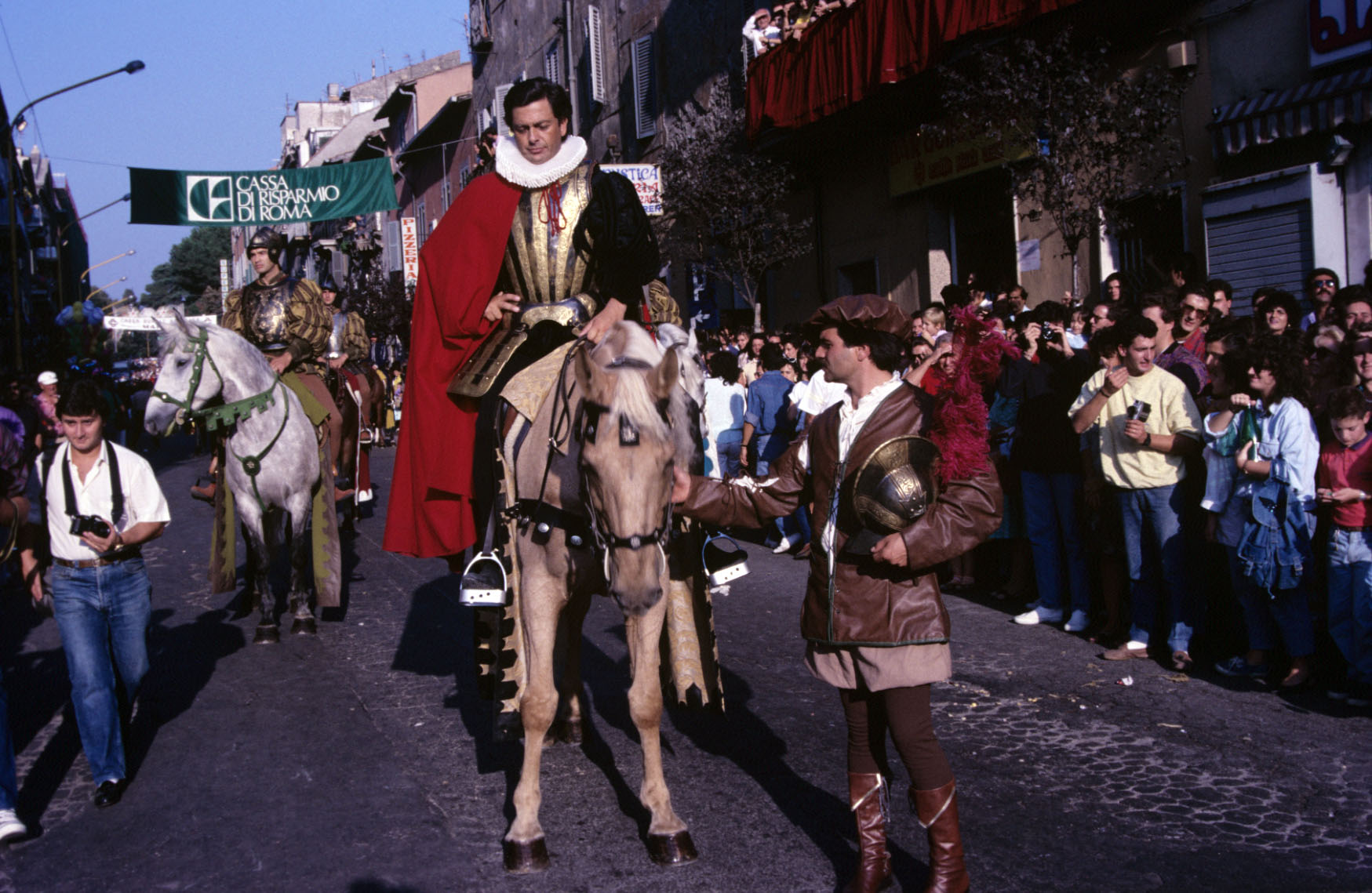
Andrea Giordana al corteo in costume del 1988.

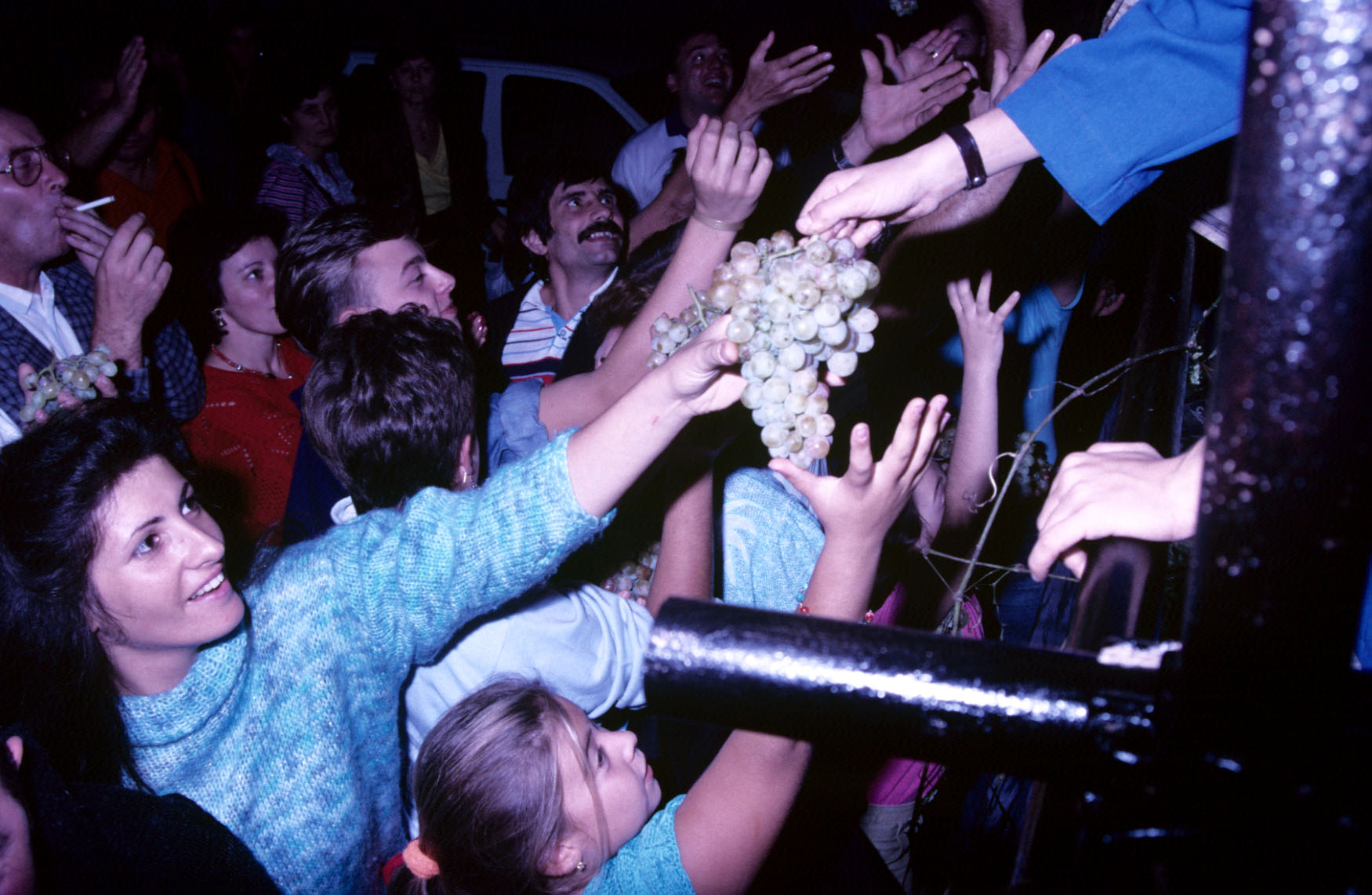
Omaggio dei grappoli d'uva.

Domenica 5 ottobre 1980 ricorreva la cinquantaseiesima edizione della Sagra. L'amministrazione comunale siglò i gemellaggi con i comuni di Zaanstad (Paesi Bassi) e Neukölln (Repubblica Federale Tedesca). In città si svolse un importante raduno bandistico con il concerto filarmonico Enrico Ugolini e altre bande del Lazio. L'evento più atteso tuttavia fu sicuramente il concerto serale di Ivan Graziani, costato £ 5.280.000 agli organizzatori.
Nel 1981, per la cinquantasettesima edizione fu effettuata una raccolta pubblica di fondi tra i cittadini, che rese £ 7.820.000. Tra gli eventi, il concerto del Banco del Mutuo Soccorso presso lo Stadio Comunale e il ricevimento dei rappresentanti delle cinque città gemellate a Palazzo Colonna.
Domenica 3 ottobre 1982 il programma televisivo della RAI Domenica in, condotto da Pippo Baudo, dedicò uno spazio alla cinquantottesima Sagra dell'Uva. Durante la Sagra 1983 fu ricollocato nel cortile di Palazzo Colonna un busto di Leone Ciprelli. Nello stesso anno, oltre sessanta cantine del Lazio parteciparono alla Mostra dei vini tipici dei Castelli Romani. Vi fu anche l'emissione del primo annullo speciale figurato per la Sagra dell'Uva da parte delle Poste Italiane.
La locandina della sessantesima edizione, domenica 7 ottobre 1984, era firmata da Umberto Mastroianni, che risiede da alcuni anni stabilmente a Marino presso il prestigioso Casino Colonna. Durante questa edizione si sollevarono alcune proteste, guidate dall'abate parroco Giovanni Lovrovich, per drappeggiare le nudità di un enorme Dioniso nudo in cartongesso che troneggia nella centralissima piazza Pompeo Castiglia.
In vista della sessantaduesima edizione, domenica 5 ottobre 1986, il sindaco Giulio Santarelli creò l'Ente Sagra dell'Uva, che assunse l'incarico di organizzare l'evento in maniera professionale allontanando ogni contributo volontario. I festeggiamenti per questa edizione ebbero inizio il 20 settembre con la partenza del "Giro del Lazio" e continuarono tra mostre, eventi culturali e convegni fino allo spettacolo della sera di lunedì 6 ottobre, con la partecipazione di Gigi Sabani ed Anna Oxa.
Dopo le polemiche legate all'edizione 1987, in cui l'Ente Sagra non organizzò il corteo storico in costume per evitare le onerose spese di noleggio, le associazioni di volontariato e la Pro Loco decisero di realizzare un po' per volta gli abiti storici che ancora oggi sono l'attrazione del corteo. Pippo Franco fu mattatore dello spettacolo conclusivo della sessantatreesima edizione.
Nel 1988, per la sessantaquattresima edizione l'Ente Sagra organizzò il I Stage Internazionale della Pietra, mentre lunedì 3 ottobre, giorno della "Sagretta", Rai 2 riprese lo spettacolo d'arte varia Marino Star tenutosi in piazzale degli Eroi.
Il 1989 fu l'anno del gemellaggio con Irving (Stati Uniti d'America), solennizzato durante la sessantacinquesima edizione della Sagra dell'Uva. In occasione della stessa edizione, un omaggio di vino e uva viene portato dai marinesi a papa Giovanni Paolo II durante l'udienza generale in Vaticano.

### Gli anni Novanta

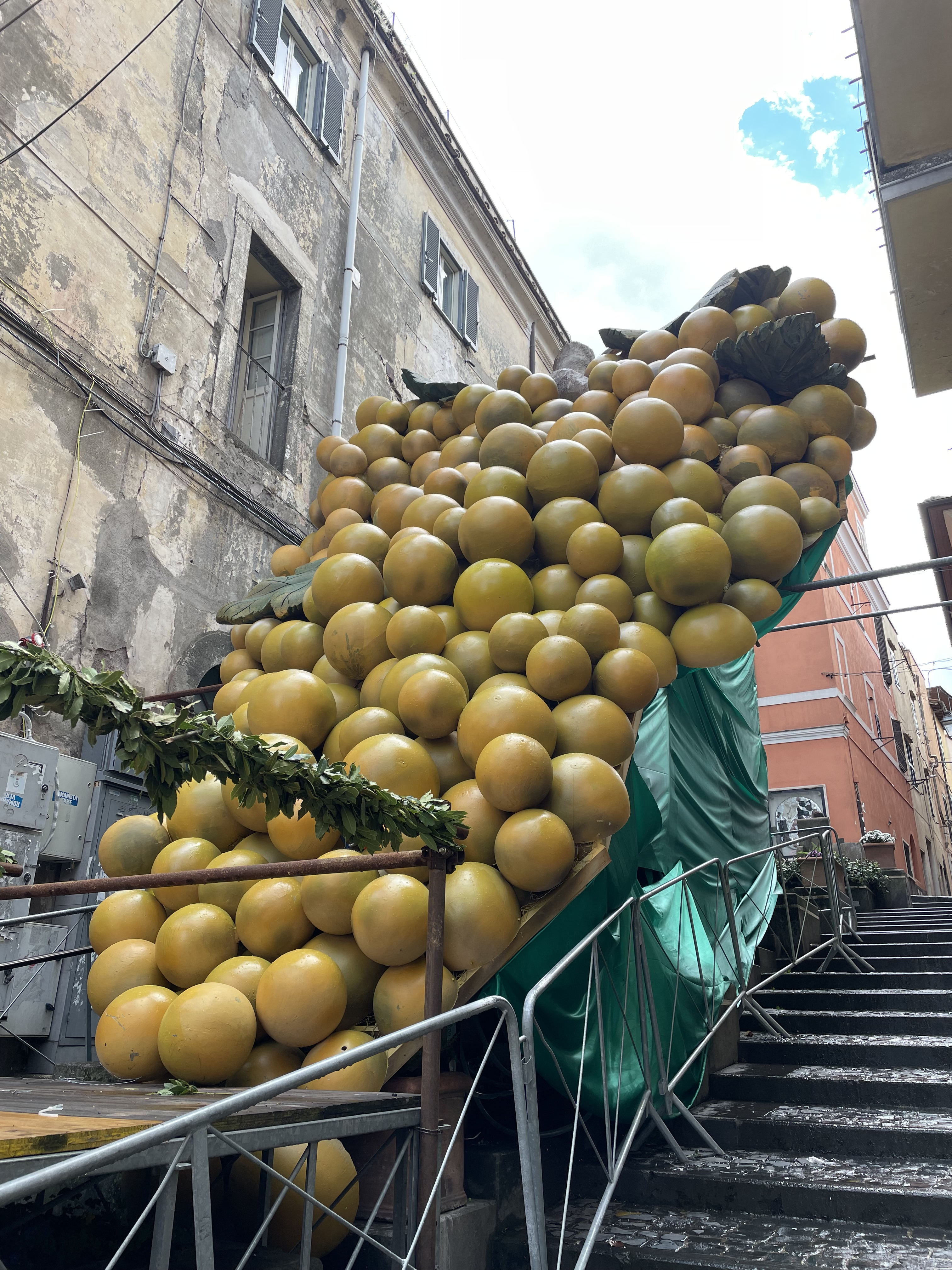
Grappolo d'uva decorativo in Via Fratelli Rosselli per la centesima edizione della Sagra dell'Uva di Marino (2024).

Con la sessantottesima edizione della Sagra, domenica 4 ottobre 1992, fu decretata la fine dell'Ente Sagra, i cui poteri organizzativi vennero attribuiti al sindaco e alla Pro Loco. In quella edizione si tennero il II Incontro Polifonico Città di Marino, rassegna di cori sacri nella basilica di San Barnaba, il concerto del cantante africano Rasely Hassou (Elia & Evolution Time) e il concerto del Banco del Mutuo Soccorso. In quell'anno si tenne anche la prima edizione del Palio della Quintana organizzato dal rione Vascarelle assieme agli altri rioni e quartieri cittadini.
Nel 1993, per la sessantanovesima edizione fu omaggiata la memoria di Leone Ciprelli nel quarantesimo anniversario della sua scomparsa, con la recita della sua commedia La Parrocchietta. Domenica 2 ottobre 1994, sotto la gestione del commissario prefettizio dottor Guglielmo Iozzia si tenne la settantesima edizione della Sagra dell'Uva: fu organizzata una mostra fotografica curata da Vittorio Rufo, 70 anni di Sagra, e una mostra dei vini a Denominazione di Origine Controllata della provincia di Roma.
In occasione della settantaduesima edizione, domenica 6 ottobre 1996, furono riaperti i locali, seppur non ancora restaurati, dell'ex-convento dei padri agostiniani presso la chiesa di Santa Maria delle Grazie nel quartiere Borgo Garibaldi, per la presentazione di un'enoteca comprensoriale con la partecipazione dell'allora sindaco di Roma Francesco Rutelli. Lo stesso anno la Cantina Sociale Gotto d'Oro festeggiava i suoi cinquant'anni di attività con la distribuzione di 12.000 bottiglie di spumante locale. Allo Stadio comunale, tra la squadra titolare della Società Sportiva Lazio e una rappresentativa di giovani locali, si tenne una partita di calcio finita 10-0 in vantaggio per i bianco-celesti.
Per l'edizione del 1996 furono distribuiti 5000 litri di vino e 12.000 tonnellate di uva: 70.000 i partecipanti secondo le stime della Questura di Roma. Nel 1997, settantatreesima edizione, si svolse una mostra delle opere del maestro Umberto Mastroianni, mentre veniva proposta per la prima volta una Sagra dei Piccoli.
La locandina dell'edizione 1998 era firmata dal disegnatore Giorgio Forattini, e ritraeva tutti i più noti personaggi politici dell'epoca -da Oscar Luigi Scalfaro a Giulio Andreotti- imbottigliati in una bottiglia di vino bianco: per la stessa edizione, venne fatta giungere da Spelonga, frazione di Arquata del Tronto, Marche, una bandiera turca cimelio della battaglia di Lepanto del 1571.

### Il Duemila

#### Gli "anni Zero"

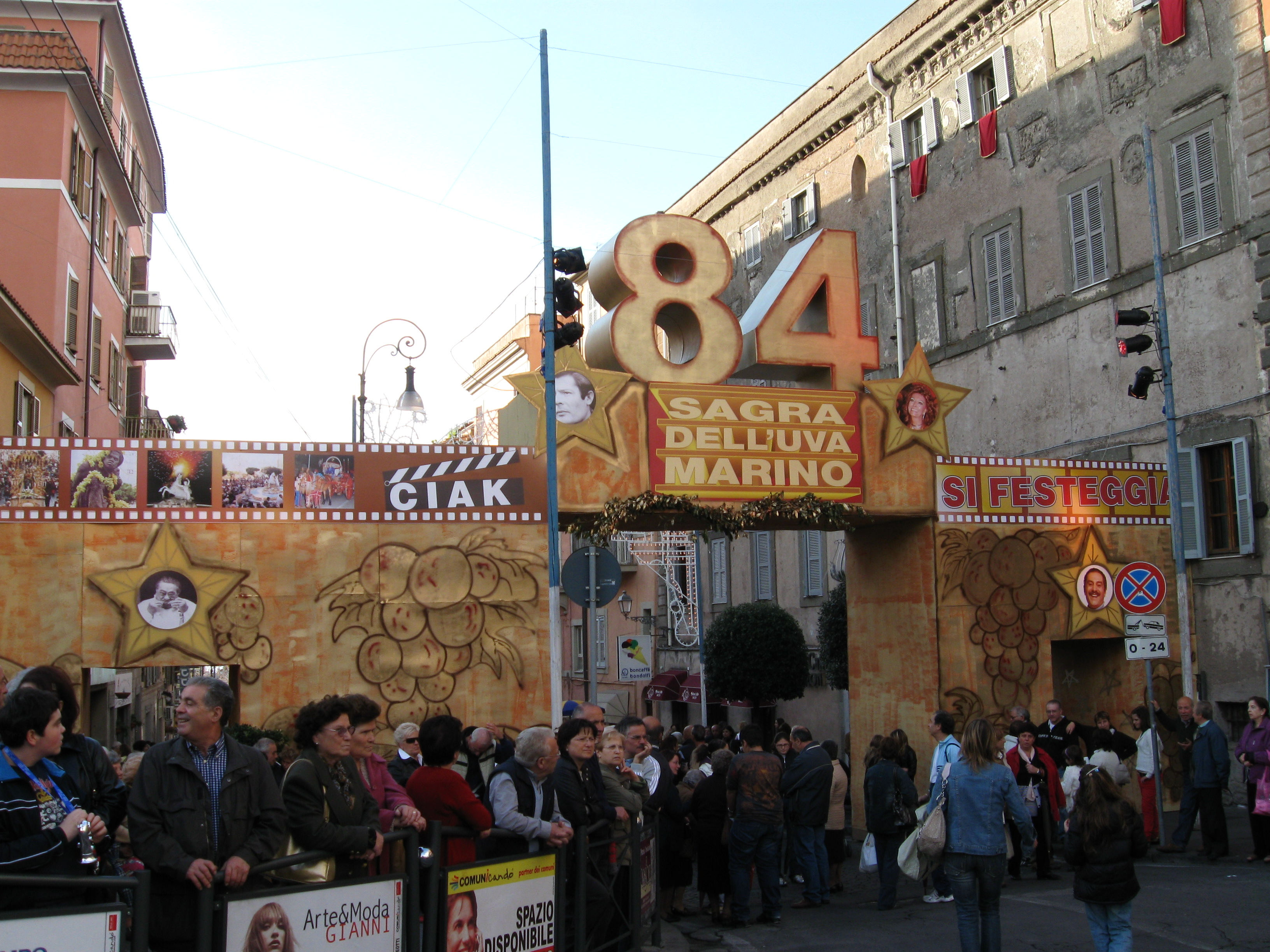
L'arco posticcio realizzato per la Sagra 2008 tra corso Trieste e piazza Matteotti.

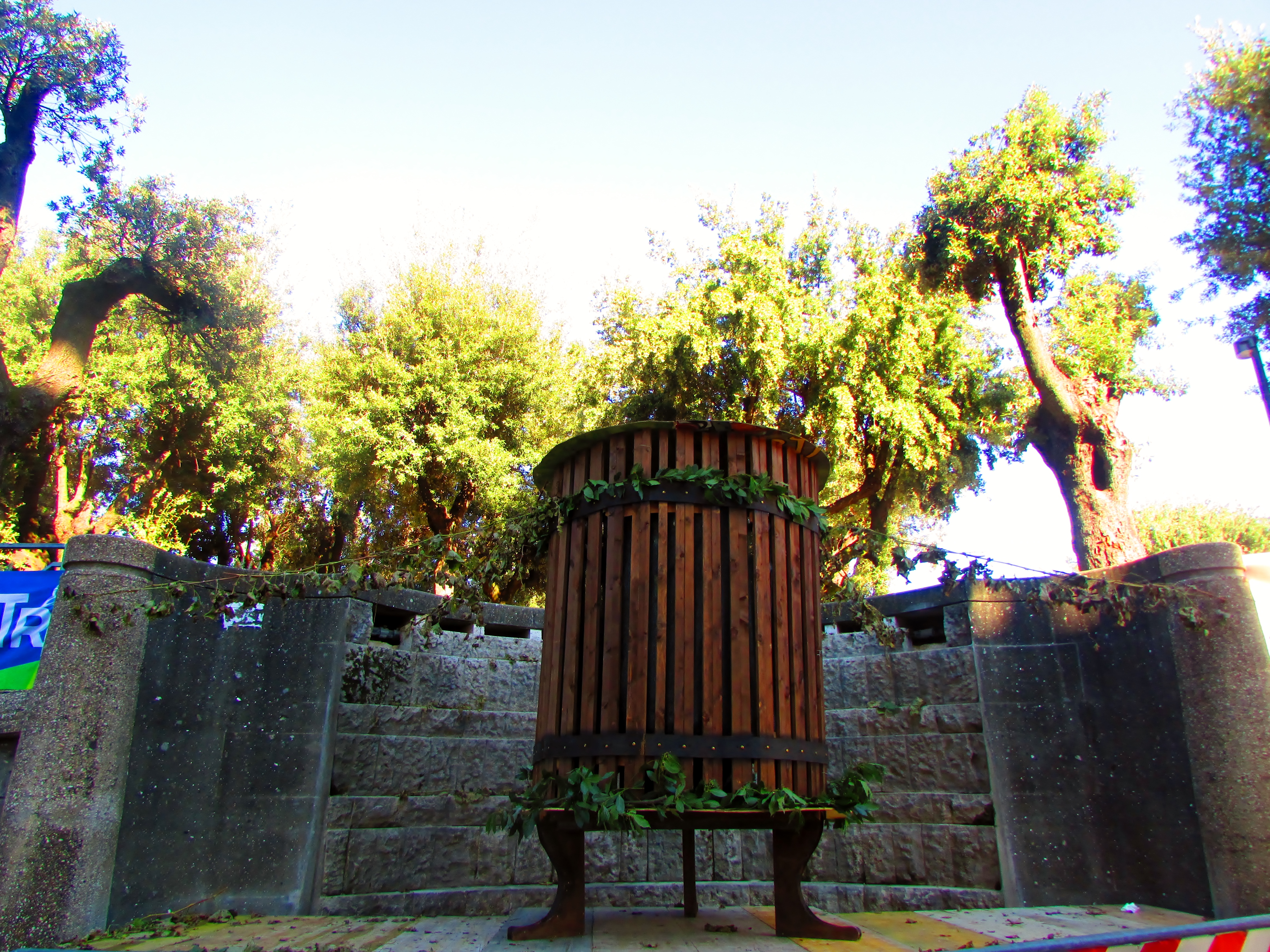
Torchio posticcio realizzato per l'edizione 2014 a decorazione della fontana di corso Vittoria Colonna.

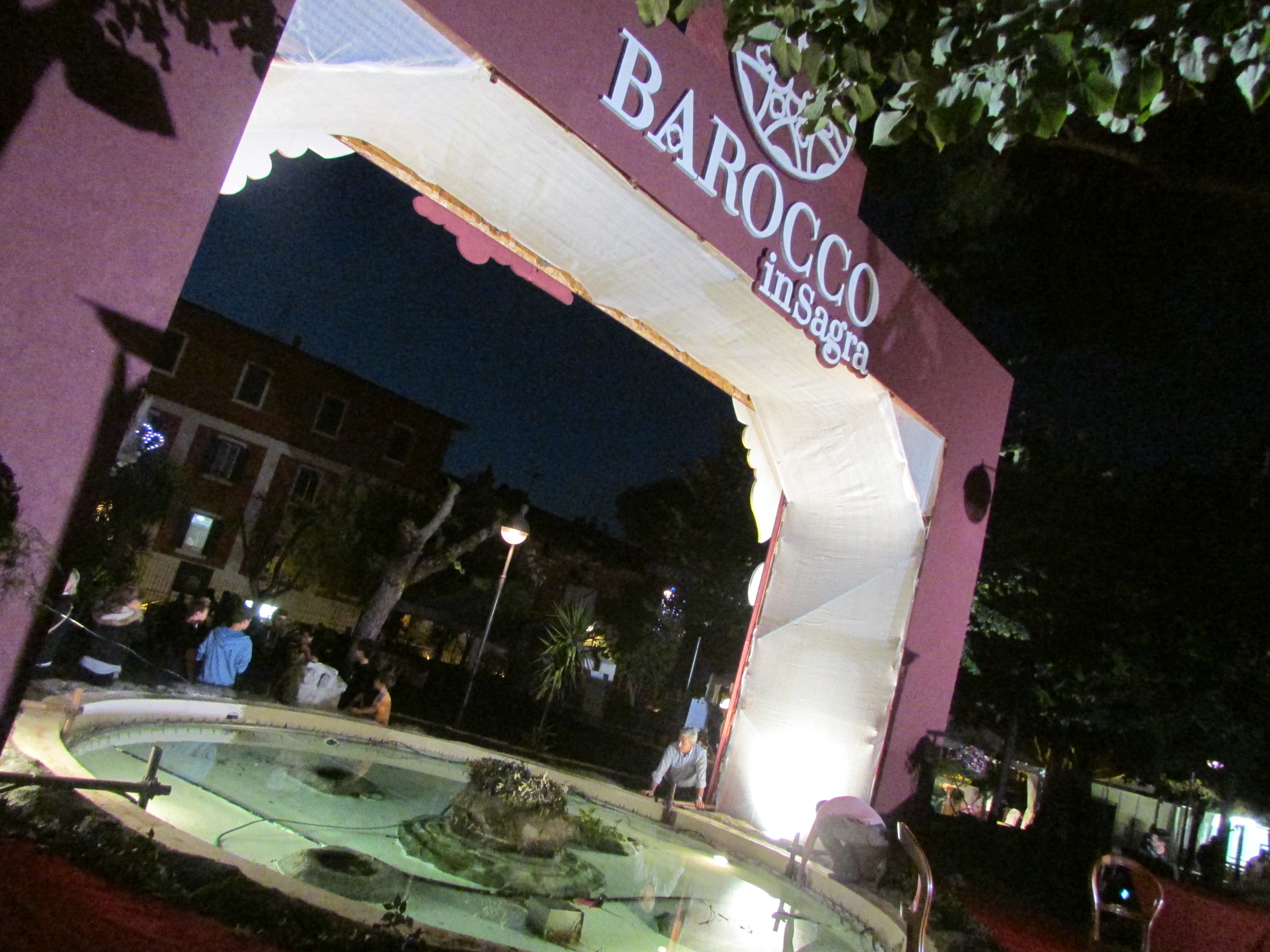
Allestimento della fontana di Borgo Garibaldi per la Sagra 2014.

Per la settantaseiesima edizione della Sagra dell'Uva la locandina era realizzata da Gina Lollobrigida, madrina dell'evento. Fra i nomi di spicco dei presenti nella giornata di domenica ci sono il presidente della Regione Lazio Francesco Storace, il presidente della Provincia di Roma Silvano Moffa, oltre alla presenza internazionale del ministro per lo sviluppo economico dello Stato di New York Charles Gargano.
Nel 2001 si registra un fatto storico: la Sagra, per la prima volta nella sua ormai lunga storia, deve essere spostata per ordine del prefetto di Roma, a causa del referendum costituzionale sul federalismo del 7 ottobre. Pertanto, l'evento slitta alla seconda domenica del mese, il 14 ottobre. La madrina della settantasettesima edizione è Barbara Bouchet; i festeggiamenti si protraggono per oltre una settimana, fino alla successiva domenica 22 ottobre. Verranno stimate oltre 200.000 presenze tra cui il neo vicepresidente del Consiglio dei ministri Gianfranco Fini in visita ufficiale.
La pioggia rovinò in parte la settantanovesima edizione, domenica 5 ottobre 2003, con la partecipazione di Enzo De Caro e Flavia Vento al corteo storico in costume. Il neo-sindaco Ugo Onorati rese noto che erano stati spesi 146.597,56 euro.
Domenica 3 ottobre 2004 si celebrò la storica ottantesima edizione della Sagra: vennero installate lungo corso Trieste ottanta -una per ogni edizione- fontanelle di ghisa che dovevano gettare vino all'ora stabilita per il "miracolo delle fontane che danno vino". Nel corso della stessa edizione vennero riallacciati i rapporti con le città europee gemellate, con la proclamazione di un nuovo gemellaggio con la città greca di Lepanto. I festeggiamenti si tennero anche alle frazioni di Marino.
Nel 2006 durante le celebrazioni della Sagra viene insignito della cittadinanza onoraria marinese Hans Werner Henze, il compositore tedesco che aveva da poco deciso di stabilirsi a Marino.
Nel 2007, domenica 7 ottobre, l'ottantatreesima edizione della Sagra vide nella serata finale un concerto di Gigi D'Alessio in piazza San Barnaba, in occasione del quale venne montato anche un maxi-schermo in piazzale degli Eroi. La locandina di questa edizione è realizzata da Loredana Zelinotti.
Domenica 5 ottobre 2008 si è tenuta l'ottantaquattresima edizione della Sagra dell'Uva, che ha visto la partecipazione del comico Roberto Ciufoli -nella parte di Marcantonio II Colonna durante il corteo storico della domenica- e di Enrico Montesano nella serata del lunedì. Sabato 4 ottobre è stata ricevuta a Palazzo Colonna una delegazione della cittadina spagnola gemellata di Paterna; la spesa resa nota per l'edizione si è aggirata sui 70.000 euro e le presenze nel pomeriggio della domenica sono state calcolate in 80.000 persone. L'ottantaquattresima edizione passerà alla storia anche per un clamoroso incidente: al momento di far scaturire il vino dalle fontane, nel pomeriggio della domenica, gli addetti hanno commesso un errore per cui il vino per alcuni minuti è sgorgato dai rubinetti delle case del centro storico e non dalla fontana dei Quattro Mori. L'errore ha avuto una grande eco sulla stampa nazionale ed anche internazionale, tanto che il noto quotidiano britannico The Times ha dedicato un articolo all'insolito episodio
(Richard Owen, Bungling Italian authorities turn water into wine - The Times, 8 ottobre 2008)
Anche la British Broadcasting Corporation, maggior emittente televisiva britannica, ha diffuso la notizia del "miracolo sbagliato".

#### Gli anni Dieci

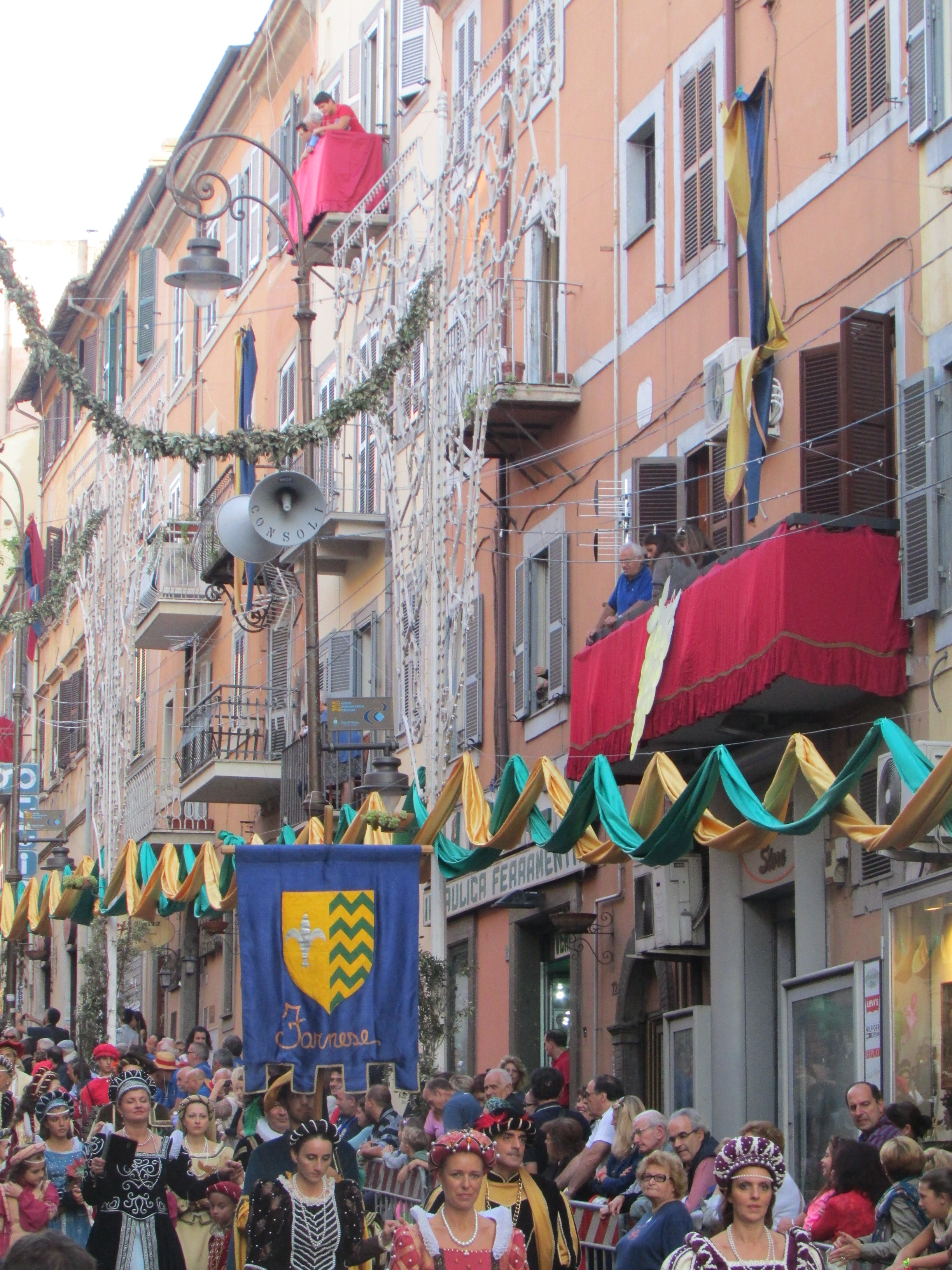
Particolare di corso Trieste durante il corteo storico (edizione 2014).

L'ottantaseiesima edizione si è tenuta dal 1° al 4 ottobre 2010. Alla processione religiosa sono intervenuti diversi politici, anche in vista delle elezioni amministrative del marzo 2011: la presidente della Regione Lazio Renata Polverini (Popolo della Libertà), il presidente della Provincia di Roma Nicola Zingaretti (Partito Democratico), il vicepresidente del Consiglio regionale Luciano Ciocchetti (Unione di Centro) e l'assessore regionale Luca Malcotti, il consigliere regionale Bruno Astorre. Durante il ricevimento a palazzo Colonna, ha fatto anche una comparsata il presidente della Camera dei deputati Gianfranco Fini, all'epoca reduce di fresco dalla scissione di Futuro e Libertà dal Popolo della Libertà e dalla sua rottura con Silvio Berlusconi. Lo spettacolo finale è stato animato da Fabrizio Corona e Valeria Marini.
L'edizione del 2011 si è tenuta dal 29 settembre al 3 ottobre. Sono intervenuti Raimondo Todaro e Sara Santostasi nei ruoli di Marcantonio Colonna e Felice Orsini, Mario Biondi e Max Giusti nelle serate di intrattenimento del sabato e del lunedì.
La presentazione dell'edizione del 2012 avviene presso il Museo nazionale delle arti e tradizioni popolari di Roma, all'EUR. Il grande concerto finale dell'88ª Sagra è tenuto dai Tiromancino. L'anno seguente (89ª edizione, 4-7 ottobre 2013) si svolge una mostra sulle figure dei Servi di Dio Zaccaria Negroni e Guglielmo Grassi, a cura dell'associazione Pro beatificazione. I concerti serali sono quelli di Giuliano Palma e l'orchestra di Zelig ed Alex Britti.
Per la novantesima edizione (3-6 ottobre 2014) la locandina è firmata dal maestro siciliano Turi Sottile, a cui è dedicata una mostra al Museo civico. Eventi in programma quelli di Enrico Ruggeri, i comici Ale e Franz ed Edoardo Bennato.
Per la novantaduesima edizione (1-3 ottobre 2016) la locandina è stata realizzata dall'artista locale Vito Lolli. Un logo speciale per questa edizione è stato realizzato dal consorzio di eccellenze produttive del territorio "Sua Eccellenza Marino", su disegno di Emiliano Fabi. Per il concerto di chiusura del lunedì sera è stato chiamato il gruppo rock-progressive Banco del Mutuo Soccorso, vera e propria istituzione musicale marinese. Per la prima volta, il corteo storico in costume cinquecentesco è stato proposto anche per le strade della frazione di Santa Maria delle Mole, nel pomeriggio di venerdì 30 settembre.

#### Gli anni Venti

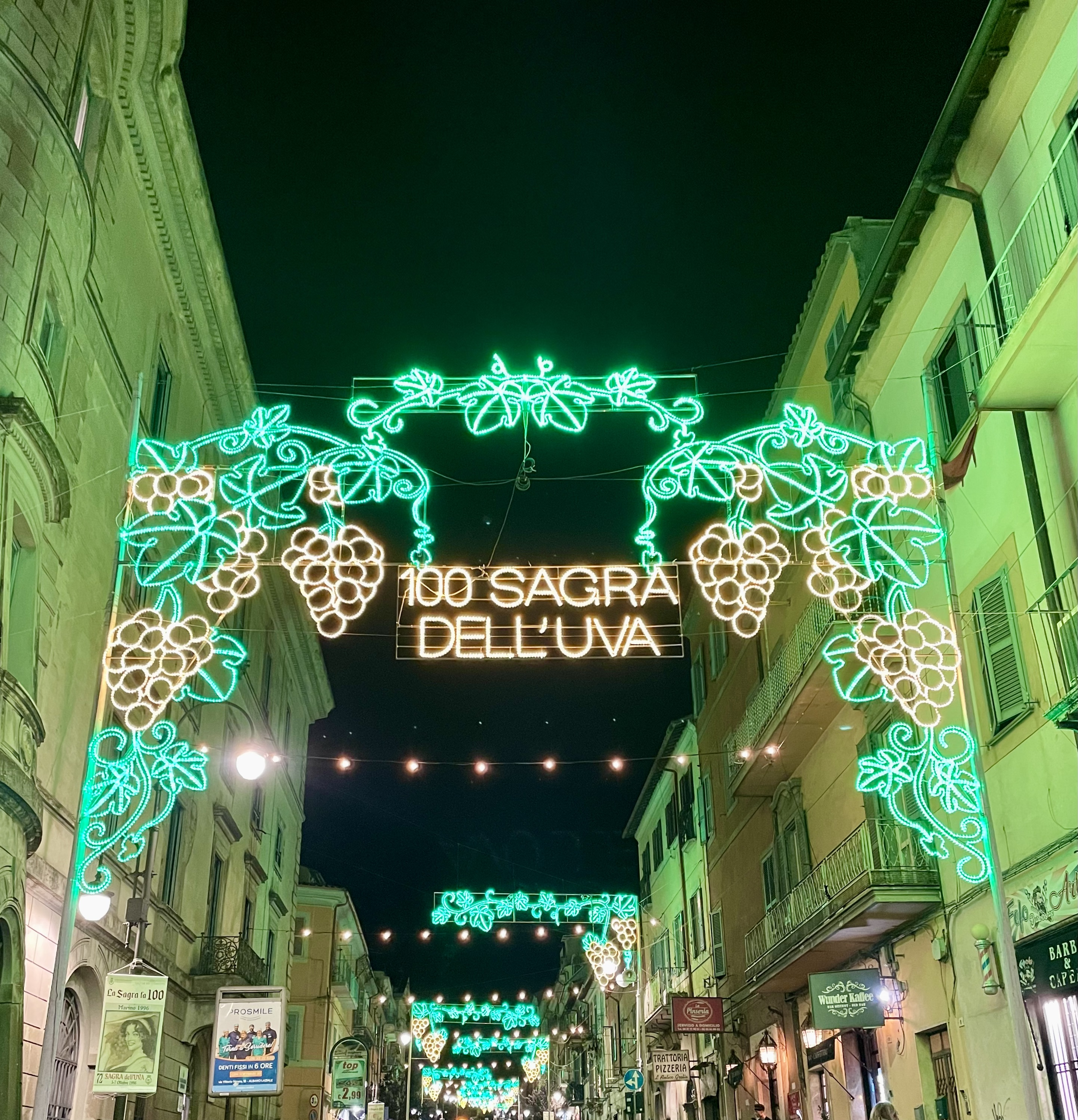
Luminarie in Corso Vittoria Colonna per la centesima edizione della Sagra dell'Uva di Marino (Roma), 6-7 ottobre 2024.

Nel 2020, in considerazione dell'emergenza sanitaria legata alla pandemia da COVID-19, le celebrazioni si sono svolte con il nome "Ricordando Leone Ciprelli". Tuttavia, si è mantenuta la numerazione come novantaseiesima edizione della Sagra dell'Uva.
Nel 2024 si è svolta la centesima edizione della festa, con un programma di eventi articolato su due settimane (27 settembre - 7 ottobre). La locandina è stata realizzata da Lina Passalacqua. 

## Programma
Il programma della Sagra dell'Uva di Marino è frutto di ottant'anni di esperienza, di esperimenti e di cambiamenti. Generalmente, ormai da diversi anni, si segue un programma prestabilito senza apportare significative variazioni. Il nucleo centrale della festa è la domenica pomeriggio, con la ricorrenza profana e il "miracolo", tuttavia a seconda dei cambiamenti delle giunte comunali e delle disponibilità economiche, i festeggiamenti possono incominciare un mese prima come non incominciare affatto. Negli ultimi anni, l'animazione inizia il giovedì o il venerdì e si protrae non oltre il lunedì della "Sagretta", usanza voluta dai marinesi come replica meno affollata della festa tanto amata. Oltre agli eventi della domenica, ci sono altri eventi fissi stabiliti il sabato della vigilia e il lunedì della "Sagretta".

### Sabato della vigilia

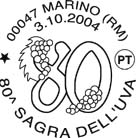
L'annullo postale figurato dell'80ª edizione (2004)

Nel pomeriggio del sabato della vigilia, generalmente verso le ore 18, per le vie del centro storico si assiste alla rievocazione storica dell'annuncio della vittoria cristiana nella battaglia di Lepanto del 7 ottobre 1571. Un araldo a cavallo, accompagnato da trombettieri, tamburini e sbandieratori, percorre corso Vittoria Colonna e corso Trieste leggendo il proclama che convoca il popolo davanti a Palazzo Colonna. Quindi, figuranti in costume cinquecentesco che interpretano il governatore e i notabili del feudo si affacciano alla balconata del palazzo che affaccia su piazza della Repubblica e danno l'annuncio della vittoria cristiana e soprattutto della vittoria del feudatario Marcantonio II Colonna, rendendo noto che l'indomani questi rientrerà solennemente nel suo feudo.
Negli ultimi anni, il tono del proclama è stato reso più pacifico, evitando di rimarcare le enormi perdite inflitte al nemico turco e il numero dei prigionieri catturati, che comunque fanno ancora bella mostra di sé, scolpiti nel peperino, legati alla fontana dei Quattrio Mori.

### Domenica della Sagra
(Carlo Emilio Gadda, La festa dell'uva a Marino, in Il castello di Udine (1934), pp. 151-152.)

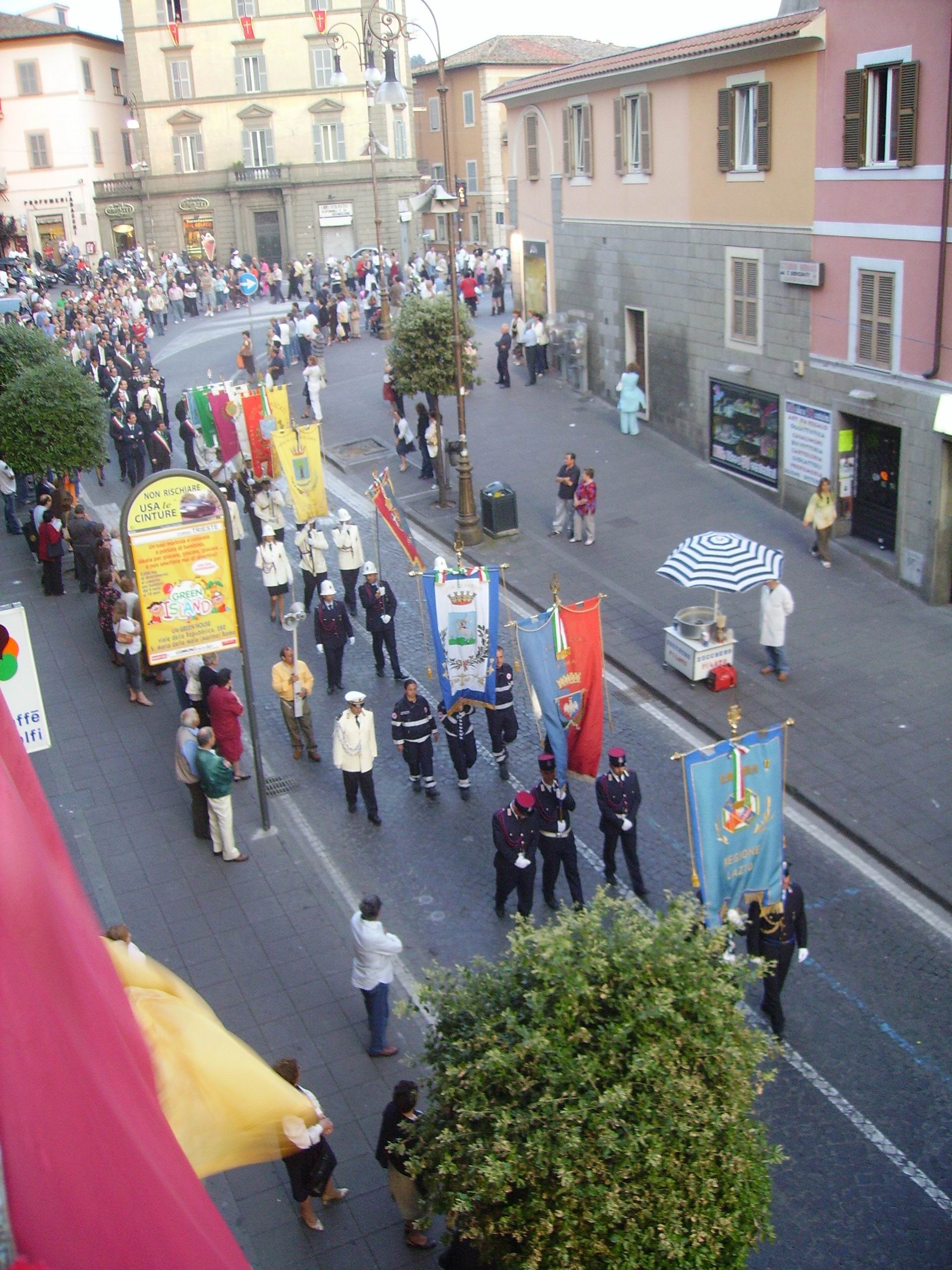
Il corteo delle autorità con i rispettivi gonfaloni durante la processione religiosa del 2007

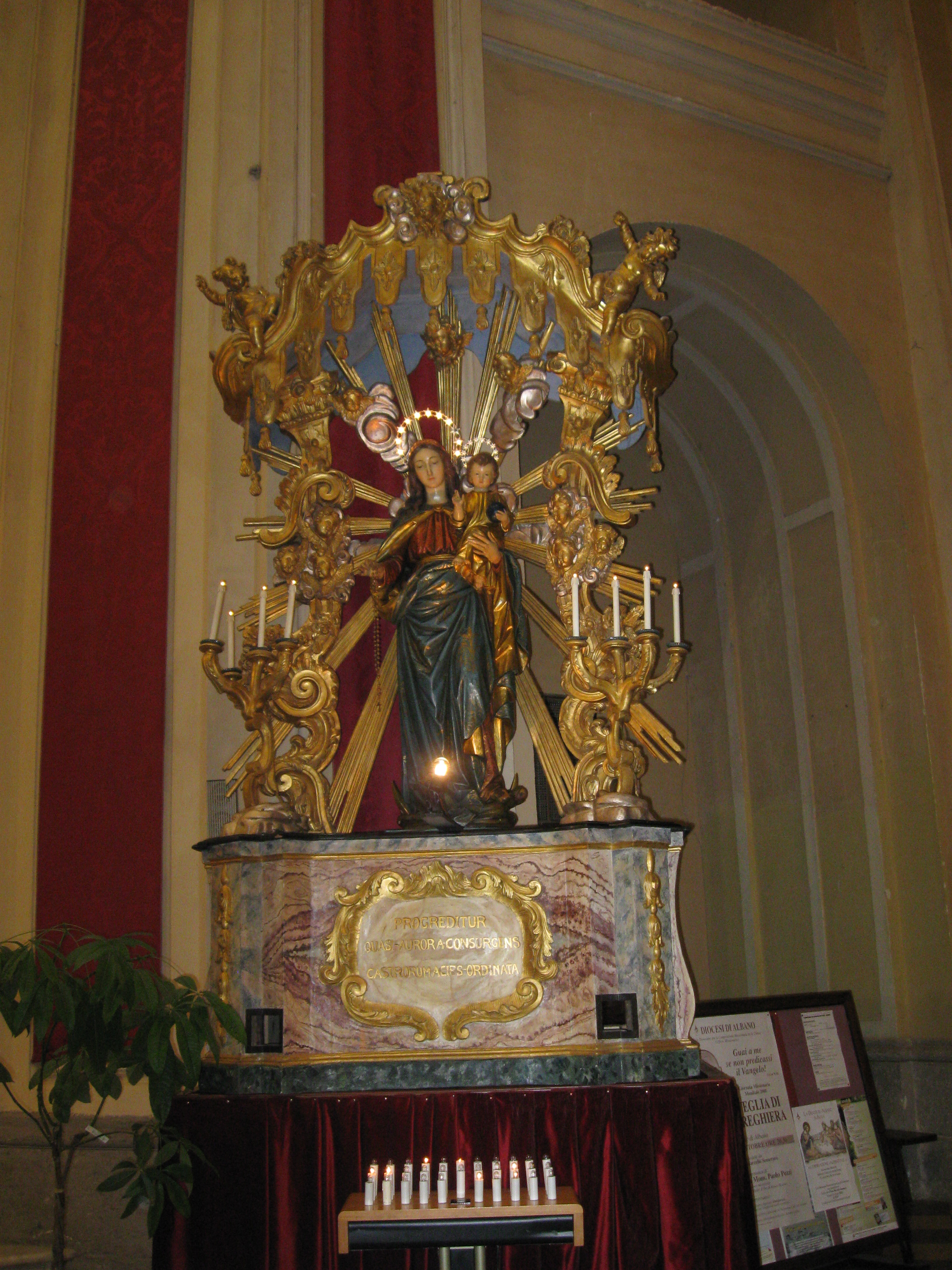
La Madonna del Rosario esposta durante la novena prima della Sagra, nella Basilica di San Barnaba

La domenica è il fulcro e la ragion d'essere della Sagra dell'Uva di Marino. Vi si concentrano tutti gli eventi più importanti ed attesi, dalla processione religioso alla supplica alla Madonna di Pompei, dal corteo storico in costume alla sfilata dei carri allegorici e al "miracolo delle fontane che danno vino".

#### La processione religiosa
La domenica mattina si tiene nella basilica di San Barnaba una messa solenne presieduta dal vescovo di Albano e dall'abate parroco. Alla funzione religiosa assistono le autorità civili e militari, il sindaco e i rappresentanti dei comuni limitrofi o gemellati.
Al termine della funzione, si inizia a snodare per le vie del centro storico la processione in onore della Madonna del Rosario. I membri delle confraternite portano in processione due grandi arazzi seicenteschi (cui si sono aggiunti due arazzi moderni raffiguranti i Servi di Dio Zaccaria Negroni e Guglielmo Grassi) e altri oggetti di fabbricazione sei-settecentesca, mentre i membri del Sodalizio Madonna del Santissimo Rosario al grido di "EVVIVA MARIA" portano a spalla, avvicendandosi, la pesante macchina processionale di c.a. 600 Kg., su cui è innalzata la statua lignea della Madonna del Rosario. Questa usanza, faticosissima specialmente nei tratti in forte dislivello o in salita, è stata ripresa da poco ed ufficializzata con la costituzione del Sodalizio Madonna del Santissimo Rosario nel 2002.
La processione percorre tutte le strade e le piazze principali del centro storico, ovvero piazza San Barnaba, via Roma,ove viene fatto il saluto del sodalizio alla "gemellata" Madonna de u Sassu, via Cavour, Matteotti e corso Trieste, seguendo un itinerario circolare che riporta il corteo davanti alla Basilica di San Barnaba per la supplica alla Madonna di Pompei.

#### La supplica alla Madonna di Pompei
(Testo della supplica alla Madonna di Pompei.)
Una volta che la processione religiosa è tornata in piazza San Barnaba, davanti alla Basilica di San Barnaba i portatori della Confraternita del Rosario posano la statua della Madonna del Rosario su un trabiccolo e l'abate parroco, alla presenza delle autorità con i gagliardetti delle rispettive istituzioni e di tutta la folla, recita il testo della supplica alla Madonna del Santissimo Rosario di Pompei.
Al termine della recita, dei bambini in costume tradizionale portano simbolicamente alla statua un omaggio di vino ed uva a nome di tutta la comunità marinese. Quindi, i portatori riportano la statua all'interno della Basilica, dove rimarrà alcuni giorni esposta a fianco dell'altar maggiore. A questo punto, la ricorrenza religiosa può dirsi conclusa.

#### Il corteo storico

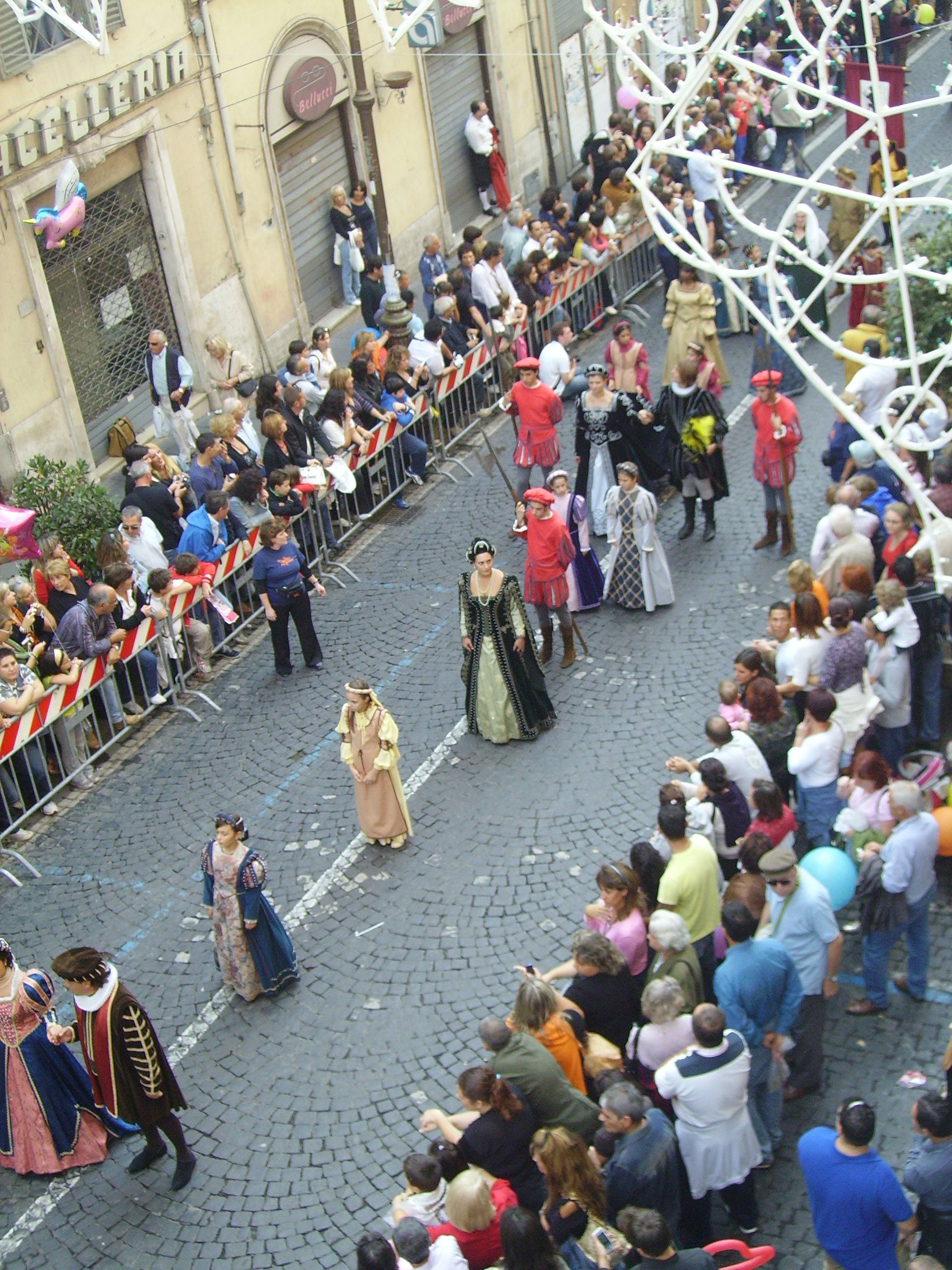
Un'immagine del corteo storico del 2007

Nel primo pomeriggio della domenica la folla di visitatori e marinesi si accalca ai lati di Corso Vittoria Colonna e di corso Trieste per poter assistere al corteo storico in costume cinquecentesco. Il corteo, svoltosi per la prima volta nell'edizione 1929 per iniziativa dello stesso Leone Ciprelli, fu efficacemente ripreso a partire dal 1970 grazie a una serie di associazioni di volontariato che si occupano di fabbricare i pregiati costumi e di custodirli. Nel corso degli anni, la ricchezza del guardaroba è cresciuta in maniera esponenziale, ma anche la partecipazione popolare. I vestiti più gettonati sono ovviamente quelli della nobiltà, mentre l'abito tradizionale da semplice popolano è ovviamente meno gettonato. Con gli anni, l'evento si è arricchito della partecipazione di gruppi di rievocazione storica di altre parti d'Italia, come gli sbandieratori di Cori, il gruppo storico de lo Certame di Popoli Terme ed i frombolieri di Ischia.
Il corteo dovrebbe ripercorrere l'ingresso trionfale di Marcantonio II Colonna, vincitore della battaglia di Lepanto, nel suo castello di Marino, e il suo primo incontro con la moglie Felice Orsini ed i figli, che durante la sua assenza risiederono proprio a Palazzo Colonna. La data storica dell'ingresso di Marcantonio Colonna nel castello è 4 novembre 1571: dalle cronache storiche non risulta alcun ingresso trionfale, anzi possiamo immaginare il fastidio arrecato ai marinesi dal bivacco dei soldati che probabilmente il Colonna aveva portato con sé. Il vero ingresso trionfale di Marcantonio Colonna avvenne il 4 dicembre 1571 a Roma, per volere di papa Paolo V: come un condottiero romano, il Colonna entrò da porta San Sebastiano ed arrivò alla basilica di Santa Maria in Ara Coeli passando attraverso il Foro Romano. Una prima osservazione critica riguardo al corteo storico venne fatta già nel 1935 dal giornale parrocchiale Il Campanile, che il 10 novembre 1935 avrebbe voluto che il corteo storico coprisse la distanza tra Marino e Roma, per essere più fedele all'originale storico.
Ad ogni modo, il corteo è stato negli ultimi anni sviluppato in due tronconi: il corteo con Marcantonio Colonna e il suo seguito parte dal parco pubblico di Villa Desideri e percorre Corso Vittoria Colonna, mentre il corteo di Felice Orsini e della nobiltà parte da Palazzo Colonna e percorre corso Trieste. I due tronconi del corteo si incontrano in piazza Giacomo Matteotti, dove il governatore consegna le chiavi del castello al suo signore; al Marcantonio Colonna da alcuni anni viene fatto leggere un appello alla pace e alla fratellanza tra i popoli, e poi il corteo riunificato si avvia verso Palazzo Colonna per ricevere il saluto delle autorità, sia in costume che non.
Per la prima volta nel 2016 il corteo storico è stato ripetuto, sotto forma di "corteo bellico", lungo via della Repubblica a Santa Maria delle Mole, la strada principale della popolosa frazione del comune di Marino, altrimenti esclusa dai festeggiamenti.
Fra le apparizioni più importanti nel corteo, i suggestivi vestiti della nobiltà, specialmente quelli delle dame. Agli abiti dei prigionieri turchi da alcuni anni sono state tolte le catene e restituite le scimitarre, un segno politically correct di distensione. Nel corteo sono inclusi i gruppi autoctoni di sbandieratori Colonnae Signifer e Città di Marino. Generalmente, in linea con le disponibilità economiche delle amministrazioni comunali, la parte di Marcantonio Colonna e della consorte Felice Orsini viene interpretata da attori ed attrici di fama nazionale: tra gli altri, Andrea Giordana (1998), Giuliano Gemma (1999), Orso Maria Guerrini (2000) ed Enzo De Caro con Flavia Vento (2003), Ascanio Pacelli e la moglie Katia Pacelli (2007), Roberto Ciufoli (2008). La pesante corazza del Colonna è stata del resto dipinta dal maestro Umberto Mastroianni.

#### La sfilata dei carri allegorici

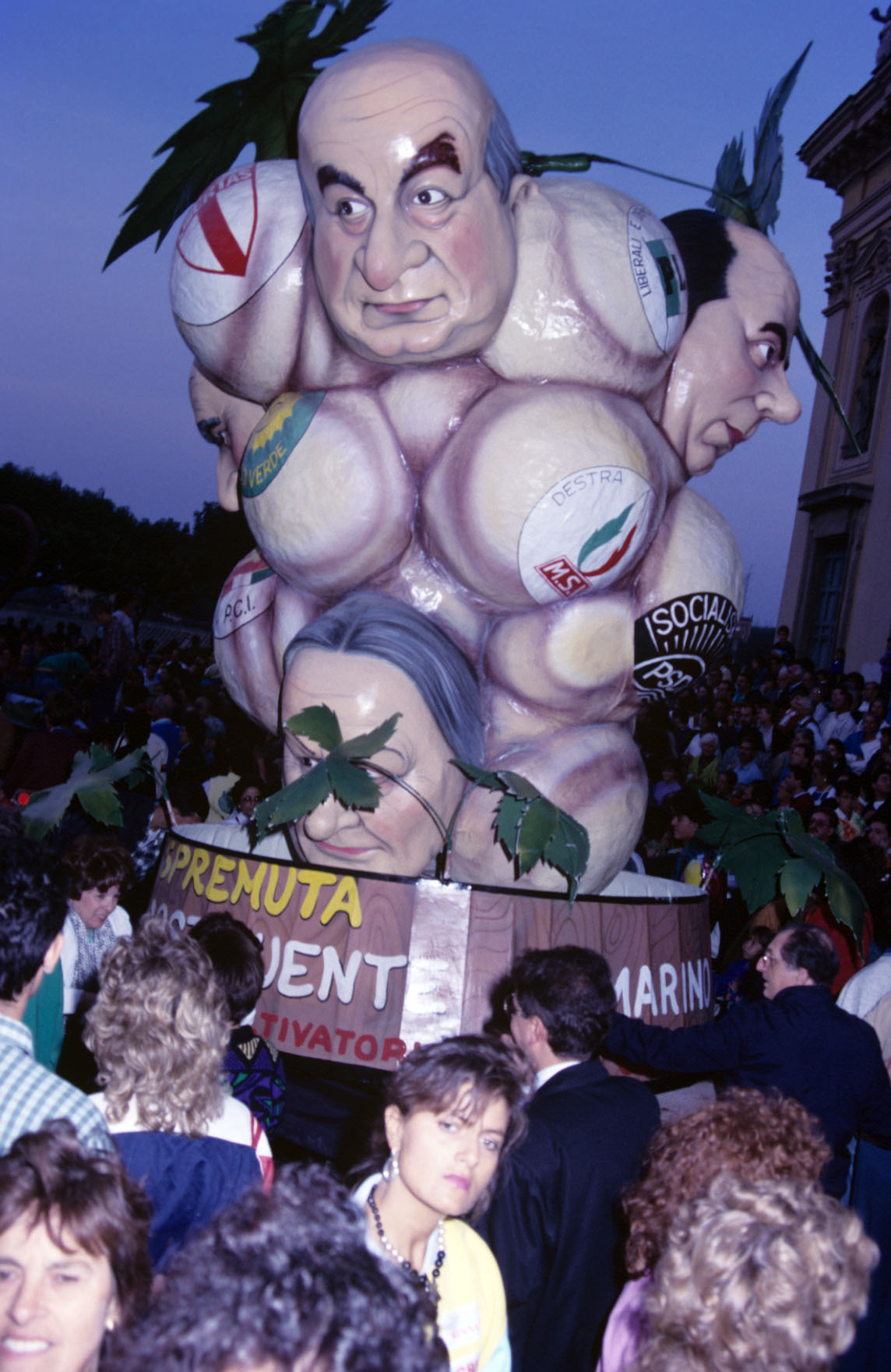
Carro alla Festa del 1987

La sfilata dei carri allegorici è l'evento coreografico che fino all'invenzione del corteo storico raccoglieva tutti gli entusiasmi degli organizzatori e dei visitatori. A Marino il Carnevale è sempre stato organizzato in maniera accurata, soprattutto dal forte schieramento anticlericale che ogni mercoledì delle Ceneri organizzava il Carnevalone, evento che richiamava migliaia di persone dai Castelli Romani e da Roma. Il regime fascista, non appena salito al potere, ritenne opportuno sopprimere questo evento, di chiara matrice repubblicana e antifascista, ma lo stesso entusiasmo che si rivolgeva al Carnevalone venne rivolto dal 1925 alla sfilata dei carri allegorici, una sorta di carnevale autunnale.
Durante tutto il periodo delle Sagre fasciste i carri seguivano e sviluppavano un tema unico, magari biblico -l'amore di Noè per il vino (1925), Mosè tocca la roccia ed esce vino (1926)- o storico. In seguito, compatibilmente con le disponibilità economiche, vennero realizzati pure carri imponenti, ma l'iniziativa andò scemando via via nel corso degli anni. Oggi non restano che pochi carri, organizzati dalla Cantina Sociale Gotto d'Oro o dall'Oratorio Parrocchiale San Barnaba, seguiti dai pochissimi carretti a vino rimasti in efficienza.
Assieme ai carri allegorici, sfilano anche le bande musicali cittadine o castellane: il concerto filarmonico Enrico Ugolini, la società di Divertimento "Volemose Bene" e la banda musicale "Ferentum", uniche rimaste delle molte società di divertimento che una volta si adoperavano durante la Sagra.

#### Il "miracolo delle fontane che danno vino"
(Il Lavoro Fascista, lunedì 5 ottobre 1930.)

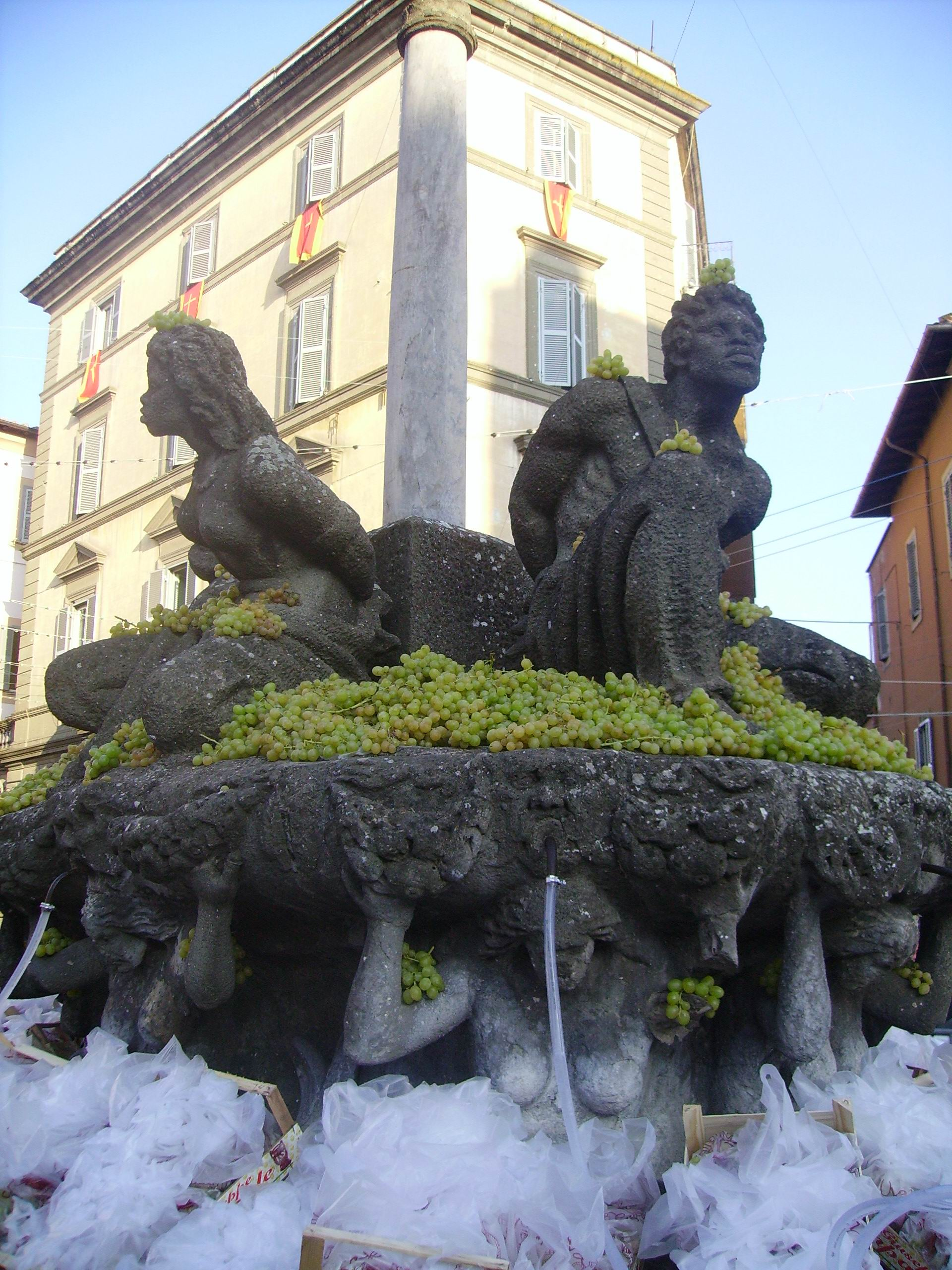
La fontana dei Quattro Mori addobbata prima del "miracolo" del 2007.

È l'evento fondamentale della Sagra dell'Uva. Che le fontane diano vino invece che acqua non è una cosa inventata a Marino nel 1925: a Roma già in due occasioni, nel 1644 per l'elezione di papa Innocenzo X e nel 1670 per l'elezione di papa Clemente X, le fontane alla base della scalinata del Campidoglio diedero vino alla folla meravigliata. In Francia, nella cittadina alsaziana di Wangen, ogni 3 luglio una fontana distribuisce vino. Tuttavia, il "miracolo" di Marino è il più famoso in Italia ed è, a quanto sembra, rimasto inimitato in Italia.
Proceduralmente il "miracolo" è molto semplice: nelle condutture delle fontane cittadine vienne fatto scorrere vino mentre l'erogazione di acqua è sospesa. La fontana-simbolo del miracolo è quella dei Quattro Mori (propriamente denominata "degli Schiavi"), edificata nel 1636 su progetto di Pompeo Castiglia per volere del principe Filippo I Colonna che voleva commemorare la vittoria sui Turchi ottenuta dal suo avo Marcantonio II Colonna: infatti nella fontana compaiono otto turchi o mori, uomini e donne, denudati e incatenati ad una colonna di marmo, simbolo araldico della famiglia Colonna.
Tuttavia, per motivi di ordine pubblico fin dalla prima edizione dell'evento la distribuzione avviene in più fontane: tra le più importanti la fontana del Tritone in piazza San Barnaba, eretta nel 1889 su disegno di Michele Tripisciano; il Fontanile Comunale, eretto alla fine dell'Ottocento lungo la via Castrimeniense, e la moderna fontana realizzata per i mondiali del 1990 lungo il muro di cinta del parco di Villa Desideri in corso Vittoria Colonna. Talvolta vengono montate delle fontane posticce nelle strade: l'ultima volta accadde nel 2004, quando una serie di "beverini" posticci furono collocati lungo corso Trieste.
Prevedibilmente può accadere che vi siano persone alticce a causa di eccessi alcolici, ed in passato si sono verificati talora incidenti, mai però di gravità tale da oscurare completamente la festa. Per questo negli ultimi anni viene predisposto un importante schieramento di forze dell'ordine e di addetti alla sicurezza, e l'organizzazione tende ad evitare la possibilità che la festa degeneri.

#### La "vendemmiata"
La "vendemmiata" è una tradizione ormai caduta praticamente in disuso alla Sagra dell'Uva: fin dagli anni venti dai balconi di Corso Trieste venivano calati dei fili a cui erano legati grappoli d'uva, che la folla doveva raccogliere, "vendemmiare", appunto. In seguito, vennero elaborate altre varianti della "vendemmiata": la raccolta dei grappoli d'uva dai balconi o dalle finestre più basse; per finalità organizzative oggi si preferisce distribuire l'uva dai punti di distribuzione del vino.

### Lunedì della Sagretta
Il giorno seguente alla domenica della Sagra vera e propria, è invalsa l'usanza, a partire dal secondo dopoguerra, di replicare il programma della festa profana per un pubblico in genere più ristretto. Non vengono svolte ovviamente la processione e la supplica alla Madonna di Pompei, ma solo il corteo storico, però senza la partecipazione dei personaggi famosi o dei gruppi forestieri, la sfilata dei carri allegorici e il "miracolo delle fontane che danno vino".
Questa replica della Sagra in versione più dimessa e "familiare" prende nome di "Sagretta", o "Sagra dei marinesi", ed è ormai un appuntamento fisso nel programma di ogni edizione.
La sera del lunedì si svolge un concerto di chiusura, generalmente in piazza San Barnaba, ed a conclusione della festa vengono sparati fuochi d'artificio dallo stadio comunale Domenico Fiore.